# Program Apollo

Logo programu Apollo

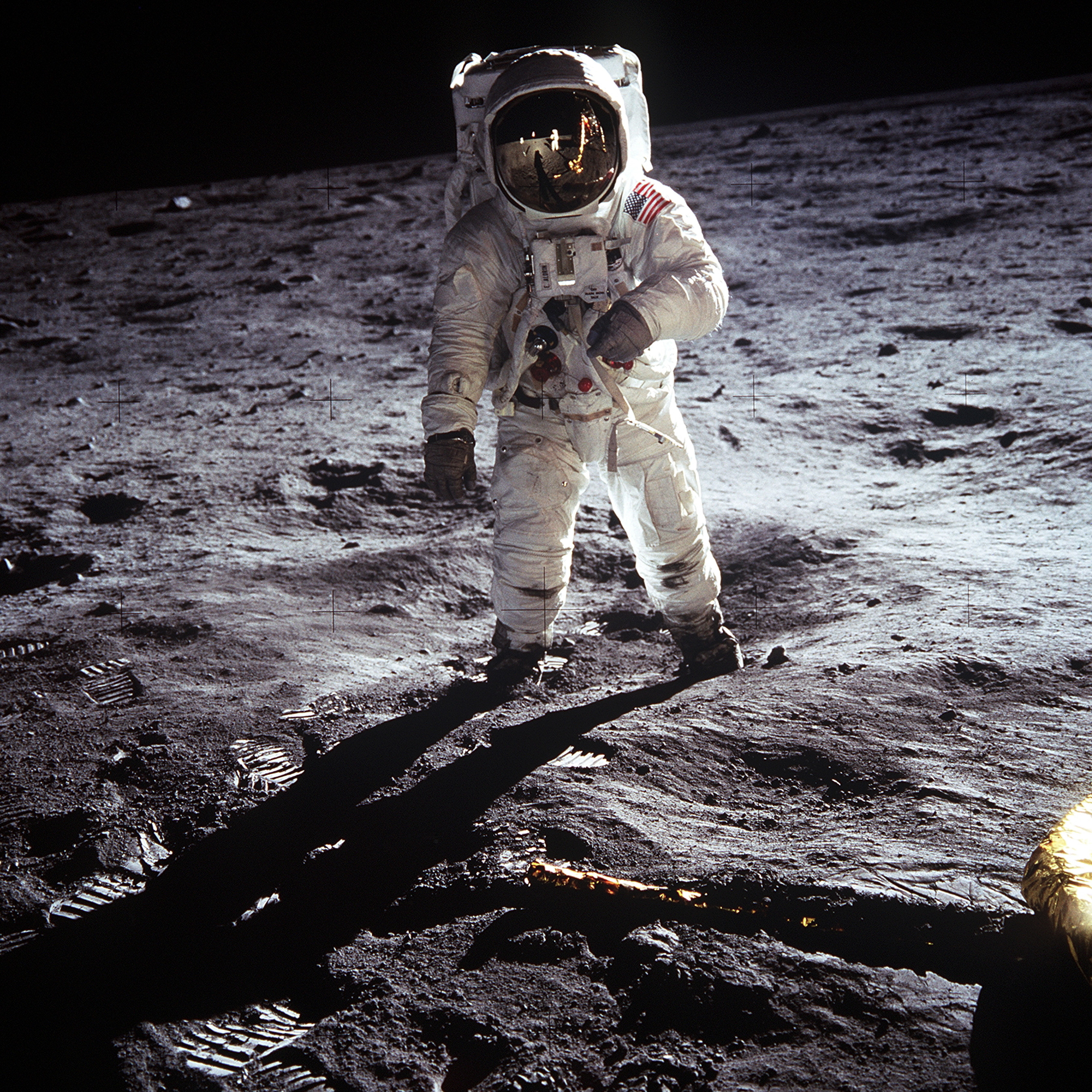
Celem programu Apollo było lądowanie człowieka na Księżycu. Członek załogi Apollo 11 Buzz Aldrin, który jako drugi człowiek postawił stopę na powierzchni Księżyca 21 lipca 1969.

Program Apollo – seria amerykańskich lotów kosmicznych przygotowywanych od roku 1961 i zrealizowanych w latach 1966–1972. Celem programu było lądowanie człowieka na Księżycu, a następnie jego bezpieczny powrót na Ziemię. Zadanie zostało zrealizowane w 1969 roku, w czasie misji Apollo 11. Program był kontynuowany do roku 1972 w celu przeprowadzenia dokładniejszej naukowej eksploracji Księżyca: Amerykanie lądowali na Księżycu sześciokrotnie. Całkowity koszt programu wyniósł 25,4 miliarda dolarów. Ilość pozyskanego i dostarczonego na Ziemię materiału to 381,7 kg (ponad dwa tysiące próbek). Lądowanie człowieka na Księżycu wymagało zaledwie sześciu lotów próbnych. Nazwa programu pochodziła od Apollo, syna Zeusa i Leto.

## Początek

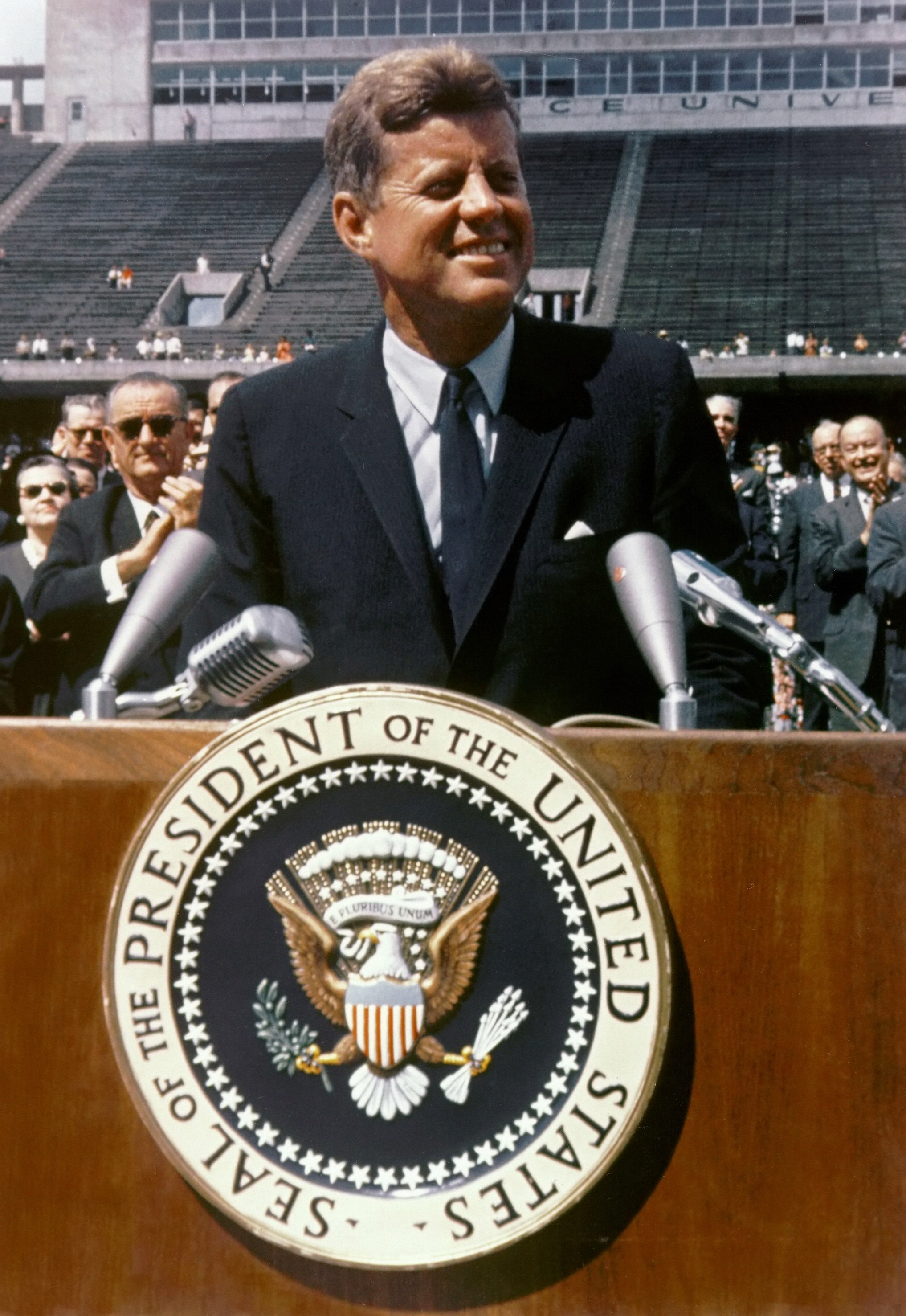
Prezydent John F. Kennedy przemawia na Uniwersytecie Rice 69-HC-1245

Dla tego jeszcze niesprecyzowanego projektu wybrano już nazwę. Abe Silverstein, szef biura Programów Lotów Kosmicznych, który rok wcześniej wymyślił nazwę Merkury, zaproponował nazwę Apollo. Podobnie jak w przypadku większości amerykańskich programów kosmicznych, nazwa została zaczerpnięta ze starożytnej mitologii. W mitologii greckiej Apollo, opiekun muzyki, medycyny i wiedzy, często był utożsamiany z Heliosem, którego rydwan z konnym zaprzęgiem wiózł słońce po niebie.
Program został opracowany w 1961 roku na zlecenie NASA. Zakładał, że pierwsze lądowanie człowieka na Księżycu powinno nastąpić w latach 1968–1970. Przed przystąpieniem do jego realizacji przeprowadzono szerokie badania powierzchni Księżyca i jego otoczenia za pomocą sond księżycowych: Ranger, Surveyor i satelitów Księżyca – Lunar Orbiter. Program Apollo był trzecim (po programie Mercury oraz programie Gemini) programem amerykańskich lotów kosmicznych z udziałem ludzi. Apollo został zlecony przez administrację prezydenta Eisenhowera w celu rozszerzenia załogowych lotów kosmicznych rozpoczętych przez program Mercury. Następnie został przeobrażony przez prezydenta Kennedy’ego w program lotów i lądowania na Księżycu.

Świadomość przewagi Związku Radzieckiego, którą osiągnął dzięki potężnym silnikom rakietowym, i pewności, że będzie on nadał wykorzystywał tę przewagę, by osiągnąć jeszcze bardziej spektakularne sukcesy, nie zwalnia nas od obowiązku podjęcia nowych własnych wysiłków. W chwili obecnej nie ma gwarancji, że uda się nam wyprzedzić Rosjan. Możemy być jednak zupełnie pewni, że, nie podejmując tych wysiłków, będziemy wciąż pozostawać daleko za nimi. Podejmujemy dodatkowe ryzyko, czyniąc to na oczach całego świata, jednak sukces Sheparda dowodzi, że umacnia nas każdy udany krok naprzód. (...)
Po pierwsze, wierzę, że nasz naród powinien zaangażować się w osiągnięcie celu, którym jest lądowanie człowieka na Księżycu i jego bezpieczny powrót na Ziemię jeszcze przed końcem tej dekady. Żadne przedsięwzięcie nie będzie równie imponujące i żadne nie wywrze większego wpływu na przyszłą eksplorację kosmosu; jednak żadne nie będzie również trudniejsze do realizacji ani bardziej kosztowne. (...)
Naprawdę jednak Księżyca nie zdobędzie tylko jeden człowiek. Jeżeli podejmiemy tę decyzję, będzie to cały naród. Bo wszyscy musimy pracować, by go tam wysłać

## Program testowy 1961-1969[4]
Program Apollo zrodził się po słynnej deklaracji prezydenta Kennedy’ego. Jest znamienne, że NASA umieściła w przestrzeni kosmicznej pierwszy prototyp statku Apollo już w 36 miesięcy po prezydenckim przemówieniu, które miało miejsce w maju 1961 roku. Intensywny program lotów doświadczalnych, prowadzący do lądowania astronautów na powierzchni Księżyca, trwał od sierpnia 1963 do lipca 1969 roku. Całość, określoną jako Apollo-Saturn, rozpoczął lot Little Joe II QTV, kiedy po raz pierwszy przetestowano kapsułę o kształcie przypominającym statek Apollo. Zakończenie projektu to lot Apollo 10, w trakcie którego selenonauci mieli okazję spojrzeć na Księżyc z odległości około 15 km.
Loty statku Apollo były poprzedzone testami rakiet Saturn. Pierwsza wersja rakiety nośnej, stworzonej przez Wernhera von Brauna, nosiła nazwę Saturn I. Rakieta miała wysokość 49 metrów i wytwarzała ciąg 600 ton. 27 października 1961 SA-1 zatoczyła łuk nad Atlantykiem. Lot suborbitalny wyniósł rakietę na wysokość 136 kilometrów i odległość 330 kilometrów od miejsca startu. Ładunkiem rakiety była tym razem aerodynamiczna osłona, która niczego nie osłaniała.
- 27 października 1961 – lot suborbitalny rakiety Saturn-Apollo 1 (SA-1).
- 25 kwietnia 1962 – rakieta Saturn-Apollo 2 (SA-2) wyniosła na wysokość 105 km 87 ton wody. Po osiągnięciu zaplanowanej wysokości rakieta eksplodowała. Eksperyment o nazwie Projekt High Water został opracowany, by lot spożytkować do czegoś więcej, niż tylko do testowania rakiety.
- 16 listopada 1962 – Saturn-Apollo 3 (SA-3); niemal identyczny lot i eksperyment jak w przypadku SA-2.
- 28 marca 1963 – ostatni zaplanowany lot suborbitalny Saturn-Apollo 4 (SA-4). Tym razem wyłączono jeden z silników Saturna I celem sprawdzenia, czy rakieta będzie w stanie nadal poruszać się po zaplanowanej trajektorii.
- 28 sierpnia 1963 – start Little Joe II QTV: cel – sprawdzenie, czy rakieta jest w stanie unieść statek Apollo.
- 7 listopada 1963 – Test PA-1; w tym przypadku wykorzystano makietę statku Apollo, dość dokładnie odwzorowującą oryginał, który w tym czasie zyskiwał ostateczny kształt w zakładach North American Aviation w południowej Kalifornii. Siłą napędową makiety był system ratunkowy rakiety, znany pod nazwą Rakietowy System Ratunkowy (LES). Był to pierwszy z dwóch testów awaryjnego przerwania startu na wyrzutni (Pad Abort Test). Testy odbyły się na poligonie White Sands Missile Range w Nowym Meksyku i zakończyły się sukcesami. LES wyniósł BP-6 (Boilerplate 6) na wysokość 1,6 kilometra.

Ponieważ przygotowania rakiety do startu trwały dwa miesiące, a naprawa stanowiska kolejny miesiąc, to w ciągu roku mogły wystartować tylko cztery rakiety. W trakcie tych prób na członie S 1 montowano tylko makiety górnych członów: drugiego S 2, trzeciego S 5 i głowicy wypełnionej balastem, którym była woda. Maksymalna masa rakiety w chwili startu wynosiła około 500 ton, a wysokość nieco ponad 50 m. W wyniku tych prób został zmodyfikowany projekt rakiety, ograniczając się na razie do zbudowania wersji dwuczłonowej, przy czym za główny cel uznano jej wykorzystanie do prób w locie makiety statku Apollo. Rakietę tę nazwano Saturn I Block 2.
- 29 stycznia 1964 – kolejny test Saturna Saturn-Apollo 5 (SA-5). Był to pierwszy lot orbitalny w programie i jednocześnie pierwszy test rakiety Saturn w udoskonalonej wersji (Saturn I Block 2).
- 13 maja 1964 – test A-001; odbył się lot rakiety Little Joe II. Makieta BP-12, w której umieszczono aparaturę pomiarową, została wystrzelona ze stanowiska startowego nr 36 w White Sands Missile Range. Osiągnęła wysokość 7,9 kilometra.

Do tego momentu w przestrzeni kosmicznej nie znalazło się nic, co choćby z grubsza przypominałoby statek Apollo. Sytuacja uległa zmianie 28 maja 1964 roku wraz z lotem Saturn-Apollo 6 (SA-6). Nie była to misja załogowa, a sam statek stanowił jedynie kolejną makietę (BP-13).
- 28 maja 1964 – Saturn-Apollo 6; lot makiety statku Apollo. Jeden z silników wyłączył się o 23 sekundy za wcześnie, co nie wpłynęło na przebieg misji. Ładunek BP-13. Apollo był wreszcie w kosmosie; a przynajmniej coś, co było mniej więcej podobne do Apollo.
- 18 września 1964 – Saturn-Apollo 7 (SA-7); lot z makietą statku Apollo. Rakieta wyniosła na orbitę ponad 17 ton ładunku. Kombinacja Saturn-Apollo została uznana za gotową do użytku o trzy lata wcześniej niż zakładano. Ładunek BP-15.
- 8 grudnia 1964 – A-002 – na rakiecie Little Joe II umieszczono BP-23. Celem testu było sprawdzenie działania systemu ratunkowego w najtrudniejszych warunkach, a więc w momencie, gdy statek osiągał tak zwany punkt Max Q. Lot ujawnił poważny problem z osłoną modułu dowodzenia (Boost Protective Cover –BPC).
- 16 lutego 1965 – Saturn-Apollo 9 (SA-9); lot z makietą modułu dowodzenia Apollo. Pierwszy lot o charakterze operacyjnym, na orbicie umieszczono satelitę Pegasus 1, który był transportowany w makiecie modułu serwisowego statku. Ładunek BP-16, Pegasus 1.
- 19 maja 1965 – A-003; czwarty Little Joe II z BP-22 zakończył się fiaskiem. Rakieta po 26 sekundach rozpadła się na kawałki. Przy okazji wykazano skuteczność LES, dzięki któremu BP-22 przetrwał katastrofę, pomimo awarii na wysokości 2,6 kilometra.
- 25 maja 1965 – Saturn-Apollo 8 (SA-8); lot z modułem dowodzenia Apollo. Na orbicie umieszczono satelitę Pegasus 2, który był transportowany w makiecie modułu serwisowego statku. ładunek BP-26, Pegasus 2.
- 29 czerwca 1965 – Test PA-2; na poligonie White Sands wykonano kolejny Pad Abort Test. W teście użyto odnowionej makiety statku BP-23, przemianowanej na BP-23A. Test rozwiał obawy dotyczące osłony BPC i systemu sterowania LES, który wyniósł makietę BP-23A na wysokość 1,6 kilometra.
- 30 lipca 1965 – Saturn-Apollo 10 (SA-10); lot z makietą modułu dowodzenia Apollo. Na orbicie umieszczono satelitę Pegasus 3, który był transportowany w makiecie modułu serwisowego statku. Ładunek BP-9, Pegasus 3. Loty SA-9, SA-8 i SA-10 były ostatnimi, w których wykorzystywano rakiety Saturn I.
- 20 stycznia 1966 – test A-004; rakieta Little Joe II wzniosła się na wysokość ponad 20 kilometrów. Celem testu było funkcjonowanie LES podczas awaryjnego przerwania lotu w warunkach koziołkowania statku. Lot ten zakończył testy Little Joe/LES/PA. W tym czasie do testów była przygotowana rakieta Saturn IB. Prace nad Saturnem V wciąż jeszcze nie zostały zakończone.
- 26 lutego 1966 – pierwszy Saturn IB wyniósł na trajektorię suborbitalną pierwszy prawdziwy statek Apollo. Dla odróżnienia od poprzednich prób, misję SA-201 przemianowano na AS-201 (Apollo-Saturn 201).

Zgodnie z harmonogramem po AS-202 powinno odbyć się kilka lotów, przynajmniej do AS-209. Kolejnym statkiem, który stanął na stanowisku startowym, był AS-204. Miał to być pierwszy lot załogowy. Jednak start był odkładany z powodu najróżniejszych problemów. Kłopoty sprawiał głównie system kontroli środowiskowej (ECS – Environmental Control System). Sytuację pogorszył wybuch zbiornika paliwa, który zniszczył moduł serwisowy innego statku. Zanim znaleziono przyczynę awarii, prace NASA były mocno opóźnione. Problemy spotęgowały się wskutek trudności z finansowaniem programu. 27 stycznia 1967 w trakcie rutynowych ćwiczeń w kapsule AS-204 pojawił się ogień. Trzech astronautów straciło życie. Tę misję NASA oznaczyła jako Apollo 1. Po intensywnym dochodzeniu zdecydowano, że program będzie kontynuowany po dostarczeniu nowej wersji statku Apollo Block II. Po tragedii Apollo 1 cały harmonogram i system oznaczeń lotów uległy zmianie. Nazwy kolejnych misji zostały uproszczone, przy czym w numeracji pominięto wszystkie loty z wykorzystaniem makiet statku oraz test AS-203, w którym nie użyto ani makiety, ani prawdziwego Apollo. Uwzględniono jedynie próby z prawdziwym statkiem (AS-201 i AS-202) i Apollo 1 i nazwano następną misję Apollo 4. Miał to być pierwszy start Saturna V.
W kwietniu 1968 roku startuje Apollo 6. Cele misji zostały w większości osiągnięte, w związku z czym NASA przystąpiła do przygotowań do misji załogowych.
Między 27 maja a 14 listopada 1968 NASA prowadziła intensywne testy w Centrum Lotów Załogowych (MSC – Manned Spacecraft Center) w Houston. Moduły dowodzenia i LTA zostały umieszczone w ogromnych komorach próżniowych. Statek Apollo poddawano ekstremalnym różnicom temperatur, zbliżonym do tych z jakimi spotka się w kosmosie. Nie opuszczając Ziemi, astronauci zmierzyli się z niebezpieczeństwami, które mogą wystąpić w przestrzeni kosmicznej. W ćwiczeniach wzięli udział: Joe Engle (nie wziął udziału w lotach Apollo, dowodził misjami promów kosmicznych), Vance Brand (uczestniczył w misji Sojuz-Apollo) i Joe Kerwin (udział w programie Skylab) oraz piloci US Air Force: Turnage Lindsay, Lloyd Reeder i Alfred Davidson. Z lądownikiem pracowali: James Irwin (Apollo 15), piloci doświadczalni Grummana: Gerald Gibbson, Glennon Kingsley i pilot US Air Force Joseph Gagliano. Powodzenie tych testów pozwoliło przyspieszyć program.
Blisko dwuletnia przerwa spowodowana tragicznym pożarem pozwoliła rezerwowej załodze Apollo 1 dobrze przygotować się do misji Apollo 7. Astronauci misji mieli do dyspozycji zupełnie nowy statek Apollo. Misja zakończyła się sukcesem i udowodniła, że nowy statek nadaje się do lotu w kierunku Księżyca. Wkrótce po wodowaniu Apollo 7 NASA ogłosiła, że następną misją będzie lot na orbitę Księżyca. Motywem decyzji był program Zond. Statek Zond miał za zadanie oblecenie Księżyca (bez wchodzenia na orbitę). Wiosną i latem 1968 trwały intensywne testy orbitalne statku Zond. Pierwsza misja załogowa była zaplanowana na początek grudnia 1968 roku. Wiadomość o radzieckich zamiarach dotarła do NASA latem 1968 i spowodowała wyznaczenie nowego celu Misji Apollo 8. 19 sierpnia 1968 polecono załodze rozpocząć trening do lotu na orbitę okołoksiężycową. W związku z tym zmieniono również załogę. Astronauci wyznaczeni do misji Apollo 8 zostali przesunięci do lotu Apollo 9, a Frank Borman, James Lovell i William Anders wzięli udział w misji Apollo 8. Misja zakończyła się pełnym sukcesem. Jednak program miał w dalszym ciągu poważne problemy do rozwiązania, z których większość była związana z opóźnieniami. Pierwszy pełnowartościowy lądownik LM dotarł na przylądek w czerwcu 1968.
Po sprawdzeniu całego układu w misji Apollo 9, przeprowadzenie „próby generalnej” przypadło misji Apollo 10. Dzięki tej misji zgromadzono ogromną ilość nowych informacji. Lot ten zakończył program testów Apollo. Nie wszystkie usterki zostały usunięte (co spowodowało niepowodzenie misji Apollo 13). Rozpoczęła się faza operacyjna programu, która stała się sukcesem: w trakcie sześciu misji dwunastu amerykańskich astronautów stanęło na powierzchni Księżyca i bezpiecznie powróciło na Ziemię.

## Symulatory[5]
Każdy ruch, każde zadanie i każdą część wyposażenia używanego podczas programu trzeba było przetestować wielokrotnie na Ziemi. Przed każdą misją niezbędne jest wnikliwe zbadanie zachowania się materiałów, urządzeń i ludzi w warunkach zbliżonych do istniejących w przestrzeni kosmicznej. Prace na Księżycu trwały kilka lub kilkanaście godzin, ale wymagały kilkuset godzin treningów i kosztowały setki milionów dolarów. Jednak nikt nie chciał popełnić błędu. Ciężar lunonautów na Księżycu jest sześć razy mniejszy niż na Ziemi. W czasie lotu doświadczali nieważkości. Narażeni byli na przeciążenia podczas startu i lądowania. Aby zasymulować warunki nieważkości i zróżnicowane ciążenie używano różnych skomplikowanych urządzeń. Podstawową rolę w takich badaniach odgrywają urządzenia naśladujące te warunki zwane naśladownikami lub symulatorami. Urządzenia te pozwalają naśladować stany, zjawiska i procesy, które nie są jeszcze możliwe przy współczesnym poziomie techniki. Symulatory stosuje się również wówczas, gdy realizacja zadań w warunkach rzeczywistych jest zbyt kosztowna i utrudniona. Do tego typu urządzeń, w ramach programu Apollo, służyły między innymi: działa służące do wytwarzania strumienia gazów poruszających się z prędkością większą od drugiej prędkości kosmicznej i naśladowniki, w których równoważono 5/6 siły ciążenia Ziemi.
- Symulator w Centrum Lotów Kosmicznych imienia Roberta H. Goddarda w Greenbelt w stanie Maryland.

Symulator naśladujący warunki kosmiczne to ogromna komora stanowiąca rodzaj komory ciśnień o wysokości 18 metrów i średnicy 10,5 metra. Można w niej nie tylko obniżać ciśnienie do wartości panujących w przestrzeni kosmicznej. Komora ma czarną ścianę wewnętrzną, która może pochłaniać promieniowanie świetlne i cieplne, co pozwala na naśladowanie ciemności i braku ciepła. Promieniowanie słoneczne imituje 127 lamp rtęciowo-ksenonowych o wielkim strumieniu świetlnym, których światło jest skupione na badanych obiektach dzięki zastosowaniu aluminizowanego reflektora i czterech soczewek kwarcowych. Inny naśladownik umożliwiał poddawanie obiektów kosmicznych równoczesnemu działaniu przyspieszeń, drgań i dźwięków w warunkach próżni. To rodzaj ogromnej wirówki, w której przyspieszenia mogą dochodzić do 23 g. Wirówka została umieszczona w podziemnej hali celem odcięcia od zakłócającego wpływu otoczenia.
- Symulator w Centrum Badawczym imienia Josepha Amesa w Moffrett Field w Kalifornii. Naśladownik w ośrodku to działo gazowe służące do imitowania lotu z prędkościami kosmicznymi. W dziale po wybuchu ładunku prochowego tłok spręża wodór, który unosi model do 32 000 km/godz. W tym samym czasie z przeciwnego kierunku wpada na badany model strumień mieszaniny wodoru, tlenu i helu z prędkością 16 000 km/godz. Pozwala to naśladować przelot modelu przez ośrodek kosmiczny z prędkością 48 000 km/godz., tzn. do ponad 13 km/s. Działo służy do badania zjawisk towarzyszących wtargnięciu w atmosferę Ziemi, ale również w atmosferę innych ciał niebieskich. Wykorzystywane jest również do studiów nad oddziaływaniem uderzeń mikrometeorytów. W ośrodku znajduje się (od 1957) naśladownik siły ciążenia. Jest to wirówka wyposażona w kabinę Apollo o masie 900 kg i umieszczona na ramieniu o długości 15 metrów. Do napędu służył silnik elektryczny o mocy prawie 19 000 KM.
- Symulator w Centrum Lotów Kosmicznych imienia George’a C. Marshalla w Huntsville w stanie Alabama. Naśladownik fazy startu rakiety Saturna V to wysoki na 108 metrów symulator, gdzie rakieta była poddawana wstrząsom, drganiom i siłom zginającym, które imitowały naprężenia występujące po starcie podczas wznoszenia się przez gęste warstwy atmosfery.
- Symulator w Centrum Lotów Kosmicznych imienia Lyndona B. Johnsona w Houston w Teksasie. W ośrodku znajdował się symulator statku Apollo. Była to prawdziwa kabina wyposażona w pulpit sterowniczy sprzężony z komputerem oraz w okno, przez które widać było obraz łudząco podobny do tego, co można w danej fazie lotu w istocie zobaczyć. W naśladowniku przyszli lunonauci trenowali operacje startu, spotkania na orbicie satelitarnej, zejście z orbity i wtargnięcie w atmosferę.

Specjalny symulator, w którym astronauci mogli wykonywać wszystkie przewidziane programem manipulacje, to dokładna kopia kabiny statku Apollo. Złudzenie rzeczywistego lotu dostarczały projektory filmowe, pokazujące obrazy widoczne przez iluminatory w trakcie poszczególnych etapów misji. Realizm był pogłębiany dzięki dźwiękom towarzyszącym startowi rakiety Saturn V czy silnikom statku Apollo. Można było imitować najdrobniejsze szczegóły misji z wyjątkiem stanu nieważkości. Kolejny symulator pozwalał na naśladowanie operacji spotkania i łączenia na końcowych 4500 metrach. W ośrodku skonstruowano wielki naśladownik powierzchni Księżyca, zawierający wierną makietę w postaci pola pokrytego gruzem, z kraterami o średnicy do 19 metrów i głębokości do pięciu metrów, na którym znajdował się model lądownika. Astronauci poruszali się umieszczeni w ramie, która równoważyła 5/6 siły ciążenia Ziemi. Pozwalało to uczyć się chodzenia i wykonywania badań przewidzianych w ramach misji.
- Specyficzne zadanie spełniał naśladownik operacji spotkania i łączenia statków kosmicznych, znajdujący się w Langley Reserch Center w Hampton w stanie Wirginia. Służył do imitowania czynności astronauty, wykonywanych na ostatnich 60 metrach przed dokowaniem. W symulatorze imitowane były oprócz normalnych warunków lotu sytuacje awaryjne, zmuszające pilotów do szybkich decyzji. Kolejną fazę misji księżycowej pozwalał ćwiczyć symulator (LOLA) przeznaczony do trenowania lotu z wysokości około 160 kilometrów nad powierzchnią Księżyca aż do odległości 60 metrów od tej powierzchni. Lądowanie na Księżycu stanowiło bardzo trudną operację, dlatego poświęcono jej bardzo dużo uwagi. Właściwe symulatory operacji lądowania to przede wszystkim trzy urządzenia: naśladownik do badań przebiegu lądowania na Księżycu (LLRF – Lunar Landing Research Facility) w Langley, naśladownik doświadczalny operacji lądowania na Księżycu (LLRV – Lunar Landing Research Vehicle) i naśladownik treningowy operacji lądowania na Księżycu (LLTV), znajdujące się w bazie Edwards. LLRV mógł się swobodnie poruszać i wznosić na wysokość 2,4 km z prędkością 27 m/s i przemieszczać w bok z prędkością 21 m/s. Miał silnik wytwarzający ciąg o sile 1585 kG i wiele dysz sterujących. Astronauci nazywali lądownik „latającą ramą łóżka”. Podczas treningów kilka lądowników uległo zniszczeniu. Neil Armstrong 6 maja 1968 roku[6] uniknął śmierci, katapultując się w ostatniej chwili z uszkodzonego lądownika testowego[7]. Kolejny symulator pozwalał ćwiczyć łagodne lądowanie. Model lądownika był podwieszony na linach do wysokiej stalowej kratownicy. Model był wyposażony w niewielkie silniki rakietowe, a zadaniem astronautów było takie regulowanie opadania z wierzchołka kratownicy, aby łagodnie lądować w określonym miejscu[8]. Inny typ symulatorów pozwalał astronautom opanować umiejętność poruszania się po wylądowaniu na powierzchni Księżyca. W Longley był specyficzny naśladownik w postaci prawie prostopadłego, nieco pochylonego względem powierzchni Ziemi chodnika, biegnącego wokół dużego placu. W tych warunkach można było nie tylko chodzić, lecz również biegać i skakać. Jak się okazało, wielką trudność sprawiało utrzymanie równowagi. Na skutek znacznego zmniejszenia tarcia nogi słabo wyczuwały opór podłoża. Przeprowadzone próby pozwoliły na wyciągnięcie wniosków o znaczeniu praktycznym. Przede wszystkim, obuwie astronautów musi być zaopatrzone w podeszwy o bardzo szorstkiej powierzchni. Wszelkie schody powinny mieć stopnie wysokie i szerokie. Sufity w pomieszczeniach na powierzchni Księżyca muszą znajdować się na wysokości 3–3,5 m nad podłogą. Nagłe wykonanie kroku mogłoby spowodować rozbicie głowy lunonauty.

### Trening w terenie
Przygotowania do programu prowadzono nie tylko w symulatorach czy laboratoriach. Astronauci trenowali na pustyni, w kraterach i lawie wulkanicznej, ćwicząc chodzenie po Księżycu i zbieranie skał. Podczas szkoleń uczyli się rozróżniać skały i formacje geologiczne. W terenie poddawani byli treningowi przetrwania na wypadek awaryjnego lądowania czy wodowania. Nigdy nie było potrzeby użycia nabytej wiedzy, ale astronauci musieli przećwiczyć wszystkie możliwe do przewidzenia sytuacje awaryjne.

#### Księżyc na Ziemi
NASA wybrała jałowe ziemie Cinder Lake niedaleko Flagstaff w Arizonie. Utworzono tam małe kratery przypominające powierzchnię Księżyca. Astronauci ćwiczyli w skafandrach i posługiwali się przyrządami, z których korzystaliby na Księżycu. Miejsce to obecnie służy do testowania sond wysyłanych na Marsa.

#### Szkolenie geologiczne
Geologowie pokazali astronautom takie miejsca, jak Wielki Kanion, krater Barringera w Arizonie i krajobrazy podobne do księżycowych w Kanadzie i na Islandii. Astronauci nauczyli się rozpoznawać skały, które mogły się przydać do ustalenia pochodzenia geologicznego Księżyca.

#### Szkoła przetrwania
Na wypadek lądowania awaryjnego astronauci uczyli się jak przetrwać na pustyni czy w dżungli. Dowiedzieli się, jak przerobić spadochron na ubranie chroniące przed promieniami słonecznymi. W dżunglach Panamy budowali schronienia i ćwiczyli zdobywanie pożywienia. Siły Powietrzne zorganizowały szkoły przetrwania na pustyni w stanie Nevada i kalifornijskiej pustyni Mojave.

## Moduły Dowodzenia i Serwisowy
Główny statek Apollo składał się z modułu dowodzenia w kształcie stożka przyłączonego do cylindrycznego modułu serwisowego. Astronauci przebywali w trakcie lotu w module dowodzenia. Moduł serwisowy był wyposażony w silnik, który służył do umieszczenia statku na orbicie okołoksiężycowej, a później umożliwiał opuszczenie tej orbity i lot w kierunku Ziemi. Służył też do sporadycznych korekt kursu. Moduł serwisowy zawierał paliwo dla głównego silnika, aparatury paliwową, tlenową i podtrzymywania życia. Na pokład modułu dowodzenia astronauci dostawali się przez boczny właz hermetyczny, wyposażony w jedno z pięciu okien znajdujących się w module dowodzenia. Poprzez tunel dostępu astronauci przechodzili do modułu księżycowego. W stożkowej części modułu dowodzenia znajdowały się trzy spadochrony służące do wyhamowania kapsuły podczas wodowania. Kontakt z Ziemią utrzymywano poprzez składającą się z czterech czasz antenę paraboliczną. Komputery statku miały mniejszą moc obliczeniową niż dzisiejsze telefony komórkowe. Podobnie proste były przyrządy kontrolne. Jednak przy użyciu prymitywnych komputerów, 24 aparatów, 566 przełączników i małego teleskopu do śledzenia gwiazd astronauci mogli dolecieć, wylądować na Księżycu i wrócić na Ziemię. Moduł dowodzenia był jedynym elementem, który po udanej lub częściowo udanej misji wracał na Ziemię. Projektowaniem i budową statku zajmowało się 4000 techników. Od pierwszych planów do zbudowania pierwszego statku upłynęły 52 miesiące.

## Moduł księżycowy
Lądowanie na Księżycu wymagało zbudowania modułu przeznaczonego tylko do tego celu. Brak atmosfery sprawiał, że lądownik nie musiał być aerodynamiczny. Konstruktorzy firmy Grummana nadali mu kształt podyktowany koniecznością umieszczenia w nim silników rakietowych, zbiorników paliwowych i hermetycznej kabiny dla dwóch selenonautów. Sam moduł składał się z dwóch części. Jedną był lądownik wyposażony w cztery nogi, które rozkładały się po wysunięciu modułu z trzeciego stopnia Saturna (S-IVB). System amortyzatorów łagodził wstrząsy przy zetknięciu modułu podczas lądowania. Poza tym znajdowały się tam zbiorniki paliwa, narzędzia, zestawy badawcze i silnik do lądowania na powierzchni Księżyca. W wydłużonych misjach serii J (Apollo 15, 16 i 17) w bagażniku był umieszczany łazik księżycowy Rover. Lądownik służył za platformę startową dla modułu wznoszenia. Drabinka po której schodzili lunonauci była tak delikatna, że na Ziemi załamałaby się pod ciężarem astronauty. Drugą stanowił moduł wznoszenia. Miał własny silnik rakietowy, używany podczas startu z Księżyca. W okrągłym zbiorniku znajdowało się paliwo. Był wyposażony w okna umożliwiające lunonautom obserwację w trakcie lądowania i wznoszenia. Antena radaru służyła do oceny odległości w trakcie lądowania i pomiaru odległości w trakcie zbliżania się do statku Apollo. Antena VHF była używana do komunikacji z modułem dowodzenia. Natomiast antena dalekiego zasięgu służyła do komunikacji z Ziemią. Przedział załogi nie miał miejsc siedzących. Astronauci lądowali stojąc. Spali w hamakach zawieszonych z boku kabiny. Moduł był domem, gdzie mogli mieszkać przez maksymalnie trzy dni. Każdego dnia zakładali skafandry i plecaki, i po rozhermetyzowaniu kabiny wychodzili na powierzchnię Księżyca. Lądownikiem LM sterował przez większą część drogi system komputerowy. Jednak często selenonauci przejmowali pilotowanie w ostatnich minutach, aby uniknąć niebezpiecznych miejsc. Zaprojektowanie i wykonanie lądownika LM przez firmę Grumman zajęło 66 miesięcy. LM był zdolny do pracy wyłącznie w przestrzeni kosmicznej.

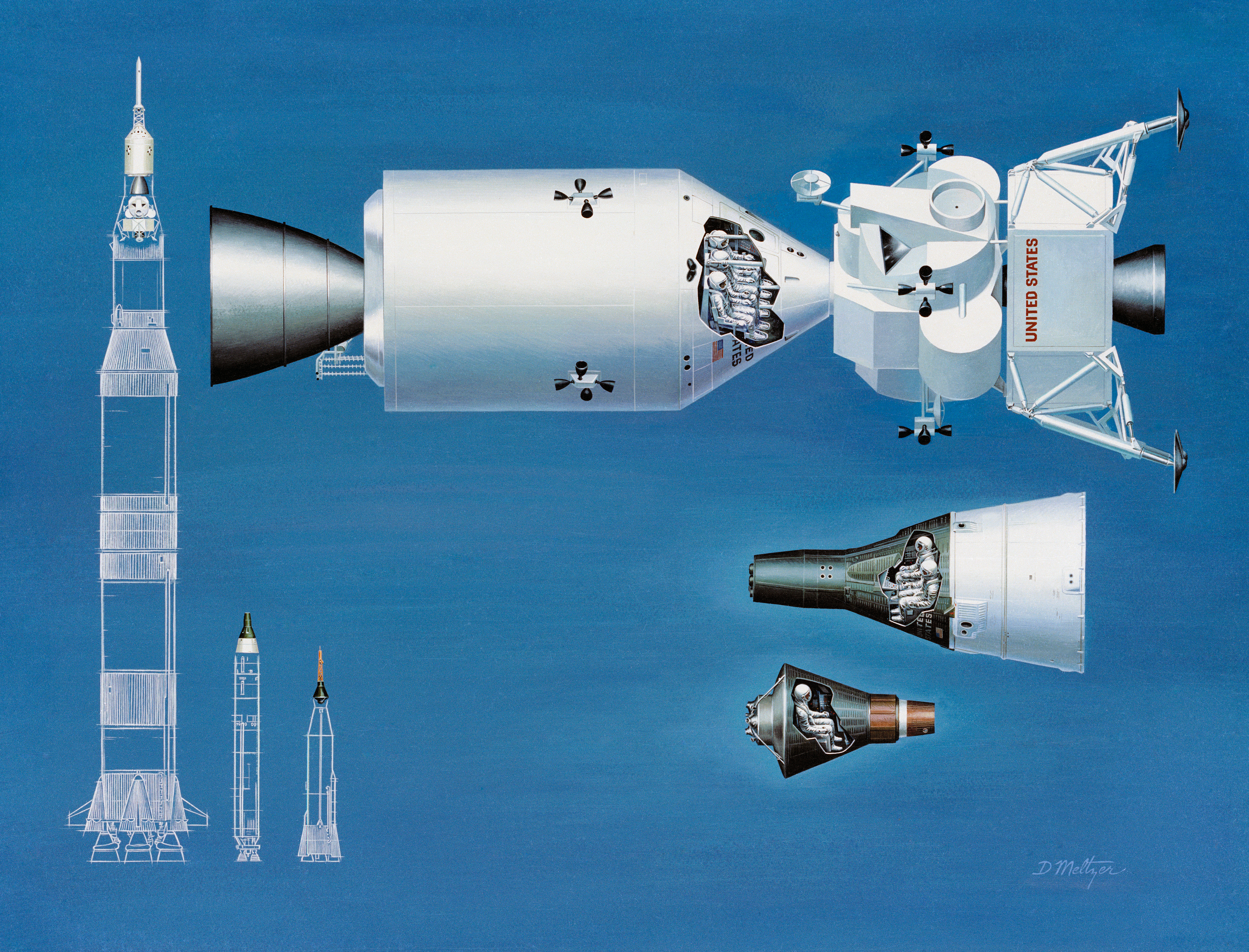
Ilustracja przedstawiająca względne rozmiary jednoosobowego statku kosmicznego Mercury, dwuosobowego Gemini oraz trzyosobowego Apollo. Zamieszczono również rysunki rakiet nośnych (Saturn V, Titan II i Atlas D) w celu pokazania ich względnych rozmiarów oraz pozycji statku kosmicznego podczas startu (zaznaczony na górze każdej z rakiet)

## Rakiety programu

### Little Joe II
Rakieta Little Joe II (Mały Joe 2) to bateria rakiet składająca się z sześciu rakiet typu Recruit (Rekrut) wytwarzających łącznie ciąg 93,7 ton (w przeciągu półtorej sekundy) i jednej rakiety typu Algol, wytwarzającej ciąg 46,7 tony (w czasie 33 sekund). Zasilane były paliwem stałym. Rakieta była w stanie wynieść statek Apollo na wysokość około 10 kilometrów i odległość ponad 10 kilometrów. Maksymalne przyspieszenie wynosiło 5,5 g. Little Joe II miała wysokość 10,7 metra, średnicę 3,9 metra i masę w chwili startu 122,3 tony. Była wykorzystywana do lotów balistycznych w atmosferze z prędkością naddźwiękową.

### Saturn I
Realizacje załogowej wyprawy na Księżyc miała umożliwić rakieta Saturn V. Prace mające na celu zbudowanie tej rakiety rozpoczęto w 1958. Jednak w tym roku największa amerykańska rakieta, typu Atlas, wyposażona była w silnik wytwarzające ciąg o sile około 150 T, więc konstruktorzy rozpoczęli realizację budowy rakiet nośnych Saturn (wersje 1 i 2). Uzyskane podczas ich budowy i prób dane techniczne i naukowe umożliwiły właściwe zaprojektowanie konstrukcji rakiet Saturn IB i Saturn V. Rakieta miała początkowo być zespołem trójczłonowym. Pierwotnie pierwszy stopień (S-1) miał mieć sześć silników H-1, ale w trakcie opracowywania wstępnych planów ich liczbę zwiększono do ośmiu. Silniki zasilane były ciekłym paliwem o nazwie RP-1 (nafta) i ciekłym tlenem. Uzyskano w ten sposób impuls właściwy – 255 sekund. Łącznie zbiorniki mogły pomieścić około 100 ton paliwa i około 240 ton ciekłego tlenu. Rakieta sterowana była przez urządzenie bezwładnościowe składające się z trzech żyroskopów, trzech przyspieszeniomierzy, trzech wahadeł i przyrządów elektronicznych. Rozpoczęto próby naziemne, a następnie próby w locie. W czasie tych prób na członie S 1 montowano tylko makiety górnych członów: drugiego S 2, trzeciego S 5 i głowicy wypełnionej balastem, którym była woda. Maksymalna masa rakiety w czasie startu wyniosła 500 ton, a wysokość około 50 metrów. Pierwszy start miał miejsce 27 października 1961, a ostatni 28 marca 1963 roku. Starty te miały charakter wstępnych eksperymentów i nie były kontynuowane. W wyniku tych prób zmodyfikowano rakietę postanawiając ograniczyć się do zbudowania wersji dwustopniowej. Za główny cel uznano natychmiastowe wykorzystanie do prób w locie makiety statku Apollo, a następnie oryginalnych wersji Apollo. Rakietę nazwano Saturn I block 2.

### Saturn IB
Wykorzystując zdobyte doświadczenie uzyskane podczas budowy i prób rakiety Saturn I konstruktorzy rozpoczęli budowę rakiety nośnej Saturn IB. Budowę ukończono w 1966 roku. Była to rakieta dwustopniowa. Pierwszy człon miał niemal identyczną budowę jak w rakiecie Saturn I wersja 2. Odmienną konstrukcję miał drugi stopień S IVB. Jego budowa została rozpoczęta w 1962 roku. Rakieta była w stanie wprowadzić na orbitę na wysokości 160 kilometrów ładunek użyteczny o masie 17 ton oraz wynieść w pobliże Księżyca ładunek o masie około ośmiu ton. Pierwszy z dziewięciu startów miał miejsce 26 lutego 1966, a ostatni 15 lipca 1975 roku w misji Sojuz-Apollo.

### Saturn V
Wyprawa na Księżyc wymagała nowego rodzaju rakiety, przeznaczonej tylko do tego celu. Realizację wyprawy na Księżyc astronautów Stanów Zjednoczonych umożliwiła trzystopniowa rakieta Saturn V. NASA zbudowała 15 rakiet. Dwie z nich nigdy nie wystartowały i obecnie są obiektami muzealnymi. Po oświadczeniu prezydenta Kennedy’ego wysłanie Amerykanina na Księżyc stało się priorytetowym celem państwa, które zaczęło wspierać program Apollo. Początkowo zamierzano wykorzystać w tym celu rakietę Nova. Wybrano rakietę wyposażoną w osiem silników F-1, które mogłyby wysłać statek w bezpośredni lot na Księżyc zakończony lądowaniem na jego powierzchni. Jednak projekt Nova ostatecznie został zaniechany. Został zastąpiony przez ideę, określoną jako Lunar Orbit Randezvous (LOR) – spotkanie dwóch statków na orbicie okołoksiężycowej. LOR umożliwiał wykorzystanie mniejszej rakiety nośnej. Decyzja została podjęta i prace nad właśnie takim rozwiązaniem ruszyły pełną parą.
- Rakieta miała średnicę 10,06 m, wysokość 110,65 m i masę startową 2 938 315 kg.
  - Pierwszy stopień S-IC: średnica 10,06 m, wysokość 42,07 m i masa 130 422 kg (bez paliwa).
  - przedział międzystopniowy: trzy człony rakiety były połączone przedziałami, które w momencie rozdzielenia poszczególnych stopni odrywały się i spalały się w atmosferze.
  - Drugi stopień S-II: średnica 10,06 m, wysokość 24,84 m i masa 36 158 kg (bez paliwa)
  - Trzeci stopień S-IVB: średnica 6,60 m, wysokość 17,87 m i masa 11 273 kg (bez paliwa)
  - Instrument Unit (IU): 6,60 m, wysokość 0,91 m i masa 1939 kg. Zespół układów elektronicznych włączających i wyłączających silniki, sterujący rakietą w trakcie lotu oraz przesyłający dane na Ziemię.
  - Statek Apollo: średnica 3,91 m, wysokość 10,97 m i masa startową 28 806 kg. Podczas lotu mieszkało i pracowało w nim trzech astronautów. Moduł dowodzenia był jedynym elementem, który powracał na Ziemię. Moduł serwisowy był odrzucany w trakcie powrotu tuż przed wejściem w atmosferę.
  - Lądownik: 9,45 m (rozstaw nóg), wysokość 6,99 m i masa startową 15 095 kg[3]. Moduł księżycowy w trakcie startu był ukryty powyżej górnego stopnia S-IVB. W przestrzeni kosmicznej był uwalniany przez moduł dowodzenia.
- System napędowy rakiety
  - Pierwszy stopień: 5 silników F-1 na paliwo ciekłe o sumarycznym ciągu 345 1838 kg; benzyna lotnicza RP-1 – 646 319 kg, ciekły tlen – 1 499 479 kg.
  - Drugi stopień: 5 silników J-2 na paliwo ciekłe, o sumarycznym ciągu 521 630 kG; ciekły wodór – 71 720 kg ciekły tlen – 371 515 kg.
  - Trzeci stopień: jeden silnik J-2 na paliwo ciekłe, o ciągu 104 326 kG; ciekły wodór – 19 780 kg, ciekły tlen – 87 315 kg.
  - Startowy moduł bezpieczeństwa: rakieta na paliwo stałe, która w przypadku niebezpieczeństwa miała przenieść moduł dowodzenia Apollo na bezpieczną odległość od Saturna V. Nigdy nie było potrzeby skorzystania z tej możliwości.
- Praca systemu napędowego
  - Pierwszy stopień: praca przez 168 sekund, osiągana wysokość około 105 km.
  - Drugi stopień: praca przez 384 sekundy, od wysokości około 105 km do wysokości około 185 km.
  - Trzeci stopień: praca przez 147 sekund na wysokości około 185 km, drugie odpalenie – praca przez 345 sekund.
  - Ładunek: 13 535 kg, wyniesiony na orbitę o wysokości 185 km[3].

## Kompleks startowy rakiety Saturn V
Kompleks startowy nr 39 został umiejscowiony w północnej części kosmodromu na bagnistym terenie w obszarze między rzekami Indiańską, Bananową i wybrzeżem Oceanu Atlantyckiego. Takie usytuowanie wybrano ze względu na olbrzymie rozmiary poszczególnych członów rakiety. Były transportowane z zakładów, w których je produkowano, tylko na barkach lub statkach. Również ze względu na hałas stanowiska startowe zostały zlokalizowane w dużej odległości od innych urządzeń kosmodromu i jednocześnie w rejonie, wokół którego były tereny niezamieszkałe. Barki i statki dostarczające poszczególne elementy dopływały przez sieć kanałów do olbrzymiej hali montażowej. Do budowy obu stanowisk wylano 52 tysiące metrów sześciennych betonu. Zostały umiejscowione nieco wyżej w stosunku do reszty terenu, wjazd na nie ma nachylenie pięciu stopni, aby płomienie z silników miały podczas startu wolną drogę na boki.

### Przylądek
Po II wojnie światowej rząd amerykański szukał miejsca do przeprowadzenia prób z rakietami, włącznie z niemieckimi V2. Wybrano piaszczyste mierzeje na wschodnim wybrzeżu Florydy – przylądek Canaveral. W 1950 rozpoczęto budowę centrum kosmicznego, nazwanego później imieniem Kennedy’ego. Przylądek Canaveral, leżący na 28,5° szerokości geograficznej północnej, znajduje się blisko równika, co dodatkowo zwiększa prędkość rakiety, ułatwiając jej wejście na orbitę przy mniejszym zużyciu paliwa.

## Hala montażowa
Kiedy uznano, że jednym z celów amerykańskiego programu kosmicznego jest lądowanie na Księżycu, pojawiła się konieczność stworzenia odpowiedniego zaplecza technicznego, między innymi wybudowania odpowiednich hal. Powstało kilka projektów. Jeden z nich zakładał wybudowanie obiektu w kształcie rozciągniętego prostopadłościanu, w którym montowano by jednocześnie kilka rakiet. Kiedy pod koniec 1962 dopracowano koncepcję lotu ludzi na Księżyc, wybrano także najlepszy wariant kompleksu. Zwyciężył projekt mniej więcej sześciennego kolosa z czterema hangarami. Chociaż w VAB były cztery hale montażowe, od początku używano tylko dwóch. Pozostałych nigdy nie wyposażono. Wewnętrzna kubatura to 3,68 miliona metrów sześciennych. Pod koniec lat 70. został ozdobiony flagą Stanów Zjednoczonych, na której każda gwiazda ma średnice dwóch metrów, a w latach 90. pojawiło się na nim logo NASA o średnicy 25 metrów. Hala montażowa składa się z dwóch zasadniczych części: „wysokiej” o wysokości 160 metrów, długości 158 m i szerokości 135 m oraz z dobudowanej do jej dłuższego boku części „niskiej” o wysokości 64 m, długości 135 m i szerokości 84 m. W części niskiej mieści się osiem stanowisk montażowych wraz z pomostami roboczymi i dźwigami. Na tych stanowiskach można było równocześnie łączyć w pozycji pionowej osiem członów S2 i S4B. W części wysokiej znajdowały się cztery stanowiska montażowe wraz z pomostami roboczymi i dwiema suwnicami o udźwigu 250 ton każda i zasięgu pionowym 141 m oraz z wieloma mniejszymi dźwigami i innymi urządzeniami służącymi do montażu rakiet. Zmontowane w części niskiej człony S2 i S4B przesuwane były do części wysokiej przez suwnicę o udźwigu 175 ton. Rakiety Saturn V były montowane w pozycji pionowej w części wysokiej, na stalowych platformach montażowo-startowych o wysokości 7,6 m długości 48,8 m i szerokości 41,1 m. Montowane rakiety były przytrzymywane przez cztery uchwyty, z których każdy miał masę 16,8 tony.
W listopadzie 1962 rozpoczęto prace budowlane, podczas których wydobyto 1 140 000 metrów sześciennych ziemi. Płyta fundamentowa została ustalona na poziomie 2,1 metra nad poziomem morza (najwyższy stan wody podczas przypływu). Fundamenty sięgają do głębokości 49 metrów. Dzięki temu budynek może oprzeć się sile wiatrów wiejących z prędkością do 220 km/godz. Przy gwałtownych huraganach ściany VAB odchylają się od pionu do 30 centymetrów. Prace budowlane zakończono w czerwcu 1965 roku. Zużyto 90 000 ton stali, 206 kilometrów stalowych rur o średnicy 40,6 cm i grubości 10 mm. Wewnątrz zainstalowano 141 żurawi oraz 125 wentylatorów, które co godzinę wymieniają całość powietrza. Z powodu rozmiarów budynku skondensowana przy stropie para wodna spadałaby w postaci deszczu. VAB jest budynkiem, który jest w stanie kształtować sam sobie wewnątrz pogodę. Pierwsza rakieta w tym budynku została zbudowana w maju 1966 roku.

## Skafandry kosmiczne[3]
Skafandry umożliwiały lunonautom pracę na Księżycu, zarówno w ekstremalnie wysokich, jak i w niskich temperaturach. Załogi były wyposażone w dwa rodzaje skafandrów. Skafander pilota statku Apollo był przeznaczony do wykorzystywania jedynie wewnątrz statku. Skafandry dowódcy i pilota lądownika LM, używane na zewnątrz statku kosmicznego były prawie identyczne ze skafandrem pilota, jednak były wyposażone w dodatkowe zewnętrzne warstwy, służące ochronie termicznej i ochronie przed mikrometeoroidami. Od wewnątrz, kolejne warstwy były wykonane z nomeksu, nylonu pokrytego neoprenem (to warstwa służąca utrzymaniu ciśnienia) i kolejnej warstwy nylonu. Zewnętrzna powłoka ochronna skafandrów dowódcy i pilota LM składała się z dwóch warstw nylonu pokrytego neoprenem, siedmiu warstw laminatu materiału Beta (tkanina z włókna szklanego) i kaptonu (poliamid stworzony przez firmę DuPont) i zewnętrznej warstwy materiału Beta pokrytego teflonem. Skafander pilota Apolla był wykonany z nomeksu i dwóch warstw pokrytego teflonem materiału Beta. Skonstruowanie i wykonanie skafandrów zajęło 60 miesięcy.
- Kombinezon chłodzący wykonany z nylonu i spandeksu zawierał siatkę plastikowych rurek, podłączonych do PLSS. Pobierana z PLSS woda chłodziła ciało astronauty. Podczas spacerów kosmicznych (EVA) kombinezon chłodzący zastępował lunonautom bieliznę.
- Przenośny system podtrzymywania życia PLSS (Portable Life Support System) to plecak dostarczający tlen pod ciśnieniem 269 hPa i wodę do chłodzenia ciała. Woda krążyła pomiędzy bielizną i plecakiem, gdzie była ponownie chłodzona[7]. Do oczyszczania tlenu z dwutlenku węgla służył filtr z wodorotlenkiem litu. PSLL zawierał system łączności i telemetrii, system zasilania elektrycznego oraz panel kontrolny, przeznaczony dla astronauty. Na plecak zakładano pokrowiec celem zapewnienia ochrony termicznej. Po każdym powrocie do lądownika akumulatory plecaka były ładowane, a zbiorniki napełniane[7]. Skonstruowanie i wykonanie tego urządzenia zajęło 72 miesiące[10].
- Rezerwowy system podtrzymywania życia OPS (Oxygen Purge System) znajdował się w górnej części plecaka, zawierał dwie kilogramowe butle z tlenem pod ciśnieniem 40,5 MPa. Był to osobny moduł i mógł być umieszczony na piersiach skafandra astronauty. Ten rezerwowy zapas tlenu pozwalał na dodatkowe 30 minut pracy poza lądownikiem. Na górnej powierzchni modułu była zamontowana antena radiowa pasma VHF.
- Hełm (Lunar Extra vehicular Visor Assembly) był wykonany z poliwęglanu i wyposażony w podwójny wizjer pokryty ochronnymi warstwami. Zewnętrzny wizjer, pokryty cienką warstwą złota[7], używany podczas EVA, był montowany na hełmie i miał za zadanie chronić przed urazami mechanicznymi, wysoką temperaturą, mikrometeoroidami oraz przed promieniowaniem ultrafioletowym i podczerwonym. Hełm miał wbudowane słuchawki i mikrofon[7].
- Rękawice – zewnętrzna warstwa wykonana z Chromelu-R zapewniała ochronę przed wysokimi i niskimi temperaturami. Końcówki palców były wykonane z gumy krzemowej, by zapewnić lunonautom lepsze czucie w rękach. Gumowe czubki palców umożliwiały chwytanie narzędzi i skał.
- Buty księżycowe były nakładane na buty wewnętrzne połączone z ciśnieniowym systemem uszczelniania skafandra. Miały prążkowane podeszwy z gumy silikonowej[7].
- Czujniki pracy serca monitorowały tętno i stopień zużycia tlenu przez astronautę. Dane były przekazywane lekarzom w Centrum Kontroli Lotów[7].
- System zbierania i transportu moczu. Gdy lunonauci znajdowali się poza lądownikiem, ich mocz był gromadzony w pojemniku noszonym na biodrach. Zawartość tej torby była opróżniana do pojemników płynnych odpadów znajdujących się w LM. Bielizna astronautów była przystosowana do gromadzenia odchodów stałych, ale lunonauci woleli poczekać, aż znajdą się w lądowniku, gdzie mogli użyć specjalnych samoprzylepnych pojemników[7].

Skafander wraz z kombinezonem chłodzącym, przenośnym systemem podtrzymywania życia (PLSS), rezerwowym systemem podtrzymywania życia (OPS), hełmem i innymi elementami tworzył EMU (Extravehicular Mobility Unit). EMU umożliwiał lunonautom pozostawanie na zewnątrz lądownika przez cztery godziny bez uzupełniania zapasów. Miał masę 83 kilogramów. Natomiast masa skafandra pilota Apollo wynosiła 16 kilogramów. W kolejnych misjach skafander był modyfikowany i pozwalał na dłuższy pobyt na powierzchni Księżyca.
Wewnątrz statku astronauci nosili pod skafandrami bawełniane, jednoczęściowe kombinezony zapinane na suwak, pełniące funkcje bielizny. Ponieważ skafandry zakładano tylko w niektórych fazach lotu, na wielu fotografiach astronauci są widoczni w dwuczęściowych kombinezonach z teflonu. Astronauci z późniejszych misji, wykonując skomplikowane badania mieli na mankietach skafandrów małe książeczki z notatkami i wykresami przypominającymi im szczegóły zadań.

## Pojazdy księżycowe
Podczas misji Apollo 14 Shepard i Mitchell do transportowania narzędzi i próbek skał używali, dwukołowego, pchanego ręcznie wózka, nazwanego modułowym transporterem wyposażenia (Modularized Equipment Transporter –MET). Dzięki temu mogli dojść dalej niż poprzednie misje. Jednak prawdziwą rewolucją okazało się użycie Roverów podczas trzech ostatnich misji. Astronauci mogli oddalić się od lądownika na maksymalnie 10 kilometrów, aby w przypadku awarii mogli wrócić pieszo (nigdy nie było takiej potrzeby). Pokryte metalową siatką koła zapewniały dobrą przyczepność na pylistej powierzchni Księżyca. Każde koło miało oddzielny silnik elektryczny, zapewniający niezależny napęd i czterokołowe sterowanie. Kamera telewizyjna i antena wysyłały obraz wideo na żywo. Kamera, owinięta złotą folią, była sterowana zdalnie przez operatora w Centrum Kontroli Lotów. Rover podobnie jak samochód miał tablicę rozdzielczą ze wskaźnikiem szybkości i miernikiem odległości. Pozostałe urządzenia pokazywały nachylenie pojazdu. Zamiast kierownicy i pedałów astronauci mieli uchwyt w kształcie litery T, podobny do joysticka. Przesuwając go w lewo lub w prawo, mogli przyspieszać cofać i skręcać. Podczas misji Apollo 17 pękł błotnik tylnego koła, co spowodowało rozrzucanie księżycowego pyłu podczas jazdy. Lunonauci naprawili błotnik. używając map i zacisków.
W październiku 1969 NASA wybiera zespół firm Boeing Company i General Motors Corporaton na głównych wykonawców LRV, elektrycznego samochodu, który umożliwiałby rozszerzenie obszaru eksploracji Księżyca w kolejnych misjach Apollo. 15 marca 1971 roku pierwszy egzemplarz samochodu LRV zostaje dostarczony do NASA, po upływie niespełna 17 miesięcy od podpisania kontraktu. Załogi wyznaczone do trzech ostatnich misji rozpoczęły intensywny trening w posługiwaniu się samochodem Rover. Próbne jazdy treningowe odbywały się w symulowanym „terenie księżycowym” w ośrodku NASA w Houston, a także w rejonie Flagstaff w Arizonie i na terenie kosmodromu Kennedy Space Center na Florydzie. Pierwszy egzemplarz LRV wyruszył na Księżyc na pokładzie Apollo 15 w dniu 26 lipca 1971. W trzech wycieczkach lunonauci przebyli dystans 27,9 km, przy maksymalnej prędkości 14 km/h. Kolejny egzemplarz wylądował na Księżycu 20 kwietnia 1972 roku. Łazik w trzech „wycieczkach” przebył dystans 27,1 km w ciągu trzech godzin i 26 minut. Rover ustanowił nowy rekord prędkości – 17 km/h. Trzecia i ostatnia misja z Roverem na pokładzie rozpoczęła się 7 grudnia 1972. LRV pokonał wszystkie rekordy ustanowione przez poprzedników: jeździł szybciej i dłużej, i zaliczył najdłuższą trasę podczas jednego wyjścia astronautów z lądownika. Cernan podjechał pojazdem pod zbocze nachylone pod kątem 25 stopni i ustanowił nowy rekord prędkości – 18 km/h. Łączny przejechany dystans to 36,1 km.
NASA testowała także motocykl, ale Rover okazał się lepszy – mieścił więcej sprzętu i skał.

## Eksperymenty naukowe
Zestawy do eksperymentów, które były przeprowadzane na powierzchni Księżyca znajdowały się w stopniu lądującym LM. Z zestawu EASEP (Early Apollo Scientific Experiment Package – Pierwotny Naukowy Zestaw Apollo) korzystali tylko lunonauci Apollo 11; kolejne misje pracowały na rozbudowanych zestawach ALSEP (Apollo Lunar Surface Package). EASEP składał się z dwóch urządzeń: PSEP (zestaw sejsmometrów pasywnych, Passive Seismic Experiments Package), przeznaczonego do badań aktywności sejsmicznej, i odbłyśnika laserowego LRRR (Laser Ranging Retro-Reflector). Urządzenia ważyły razem 75 kilogramów i miały objętość 0,3 metra sześciennego. Krzemowy panel odbłyśnika był wyposażony w mechanizm pozwalający na precyzyjne skierowanie go w stronę Ziemi. Dzięki niemu zmierzono odległość, jaka dzieli Ziemię od Księżyca. Zmierzono także promień Księżyca i badano ruch centrum masy naszego satelity. Z odbłyśnika pozostawionego przez selenonautów Apollo 11 korzystały Obserwatorium McDonalda w Fort Davis w Teksasie, Obserwatorium Licka na Mount Haamilton w Kalifornii i należące do Uniwersytetu Arizony obserwatorium Catalina Station oraz szereg innych obserwatoriów i naukowców z całego świata.

## Astronauci programu
Ponieważ nikt nie wiedział, jakie niebezpieczeństwa spotkają astronauci w przestrzeni kosmicznej, NASA wybrała kandydatów do lotów spośród pilotów oblatywaczy. Dopiero w połowie lat 60. XX wieku do grona astronautów przyjęto kilku naukowców. Z uczestników programu Apollo tylko Harrison Schmitt (Apollo 17) był naukowcem. Uczył geologii innych astronautów, a sam musiał poznać tajniki latania, aby pełnić funkcję pilota LM. Astronauci wywodzili się z pięciu grup kandydatów wyselekcjonowanych przez NASA.
- Alan Shepard, Virgil Grissom, Walter Schirra byli astronautami z grupy nr 1 (nazwanej Siódemka Programu Mercury 7).
- John Young, James McDivitt, Edward White, Charles Conrad, Thomas Stafford, Frank Borman, James Lovell i Neil Armstrong byli astronautami z grupy nr 2 (nazwanej Dziewiątka Programu Gemini)[9].
- Buzz Aldrin, William Anders, Alan Bean, Eugene Cernan, Roger Chaffee, Michael Collins, Walter Cunningham, Donn Eisele, Ronald Evans, Richard Gordon, Russell Schweickart i David Scott byli astronautami z grupy nr 3.
- Harrison Schmitt, astronauta z grupy nr 4.
- Charles Duke, Fred Haise, James Irwin, Edgar Mitchell, Thomas Mattingly, John Swigert i Alfred Worden byli astronautami z grupy nr 5.

Z dwunastu astronautów, którzy chodzili po powierzchni Księżyca żyją: Buzz Aldrin (Apollo 11), David Scott (Apollo 15), Charles Duke (Apollo 16) oraz Harrison Schmitt (Apollo 17) [stan na sierpień 2025].

### Pilot modułu dowodzenia
Podczas gdy dwóch członków załogi przebywało na Księżycu, trzeci, pilot modułu dowodzenia, pozostawał na orbicie okołoksiężycowej. W tym czasie prowadził obserwacje naukowe i dbał o stan techniczny statku. Głównym zadaniem była obsługa kilkunastu aparatów wielkoformatowych wykonujących z orbity tysiące zdjęć Księżyca, szczegółowo odwzorowujących jego powierzchnię. Umożliwiło to naukowcom określenie wieku kraterów, mórz i gór oraz poszerzenie wiedzy o formowaniu się Księżyca. Aparaty te sfotografowały dwadzieścia procent powierzchni. Były to najbardziej szczegółowe zdjęcia Księżyca w historii. Większość zdjęć jest zeskanowana i dostępna w Internecie. Krążąc po orbicie Księżyca (w czasie trwającym kilka dni podczas ostatniej i najdłuższej misji), spędzał po jego drugiej stronie prawie godzinę przy każdym okrążeniu bez kontaktu z Ziemią. Był wtedy zupełnie sam i nie mógł kontaktować się ani z pozostałymi astronautami, ani z nikim na Ziemi. Podczas misji Apollo 15, 16 i 17 pilot modułu dowodzenia odbył spacer kosmiczny, aby zdemontować pojemniki z naświetlonymi kliszami.
Wszyscy pamiętają Neila Armstronga i Buzz Aldrina. Jednak misja Apollo 11 nie udałaby się bez trzeciego członka wyprawy – Michaela Collinsa.

Wiedziałem, że jestem sam w sposób, w jaki jeszcze nikt nie był

### Kosmiczne jedzenie
Astronauci żywili się wcześniej przygotowanym jedzeniem. W module dowodzenia gorąca woda pozwalała na przygotowanie ciepłych posiłków. W module księżycowym LM posiłki były zimne. Większość z nich jedzono łyżką. Przykładowy zestaw: śniadanie – owocowe płatki zbożowe, obiad – wołowina z warzywami, lunch – ciasto ananasowe, deser – pudding czekoladowy. Około 4,5 godziny przed startem załoga zjadała posiłek składający się zazwyczaj ze steku i jajka.

## Kwarantanna
Po pierwszych trzech wyprawach (Apollo 11, 12 i 14) astronauci powracający z Księżyca byli poddawani kwarantannie. Naukowcy obawiali się, że na Księżycu astronauci mogli się zarazić niebezpiecznymi bakteriami. Warunki panujące na powierzchni Księżyca są tak surowe, że wykluczone jest istnienie jakichkolwiek form życia znanego na Ziemi. Nie można jednak było wykluczyć obecności mikroorganizmów w podpowierzchniowych warstwach gruntu Księżyca. Nawykłe do surowych warunków księżycowych, mogłyby znaleźć na Ziemi doskonałe warunki do życia.
Operacje ratownicze w tych trzech misjach miały inny przebieg niż w czasie dotychczasowych lotów. Zrzucani ze śmigłowców płetwonurkowie zabezpieczali statek przed zatonięciem, lecz tylko jeden uzbrojony w maskę podawał selenonautom przez właz kapsuły specjalne skafandry biologiczne. Po przebraniu się w nie, zostawali podniesieni do kabiny śmigłowca, którego pilot znajdował się w szczelnie izolowanej kabinie i przewiezieni na okręt ratowniczy, gdzie natychmiast przechodzili do specjalnego przewoźnego kontenera kwarantannowego (Mobile Quarantaine Facility – MQF). Jednocześnie kabina Apollo była poddawana dezynfekcji. W Fort Island na Hawajach kontener z astronautami był przewożony samolotem transportowym C-141 do Bazy Sił Powietrznych Elington w Teksasie, skąd kontener został przewieziony do laboratorium w Centrum Lotów Kosmicznych imienia Lyndona B. Johnsona w Houston w Teksasie. Tam astronauci byli umieszczani w stałym pomieszczeniu kwarantannowym (Lunar Receiving Laboratory – LRL). Kwarantanna trwała około dwóch tygodni.

## Cele
Podstawowe założenia programu – lądowanie człowieka na Srebrnym Globie i jego bezpieczny powrót na Ziemię – Kennedy wyłożył podczas przemówienia przed Kongresem 25 maja 1961 roku. Stany Zjednoczone, zaniepokojone sukcesami ZSRR w trwającym amerykańsko-radzieckim wyścigu w kosmos (pierwszy sztuczny satelita Ziemi, pierwszy człowiek na orbicie okołoziemskiej), wdrażając program Apollo zamierzały przejąć w tej rywalizacji inicjatywę. Do zmagań o dominację w przestrzeni kosmicznej między dwoma supermocarstwami prezydent Kennedy w nieco zawoalowany sposób odniósł się podczas przemówienia z 12 września 1962 roku, wygłoszonego na Uniwersytecie Rice’a:
„(...) oczy świata skierowane są teraz w kosmos – ku Księżycowi i dalszym planetom. Przyrzekliśmy sobie, że nie będzie nad nim panować wroga flaga podboju, lecz sztandar wolności i pokoju.”

## Wybór rodzaju misji
Mając za cel lądowanie na powierzchni Księżyca, projektanci stanęli przed wyzwaniem pogodzenia ze sobą minimalizacji ryzyka utraty zdrowia i życia przez astronautów, braku ich umiejętności oraz ograniczeń stosowanej technologii.
Rozważano trzy możliwe do przeprowadzenia rodzaje misji:
- Lot bezpośredni: wystrzelenie bezpośrednio z Ziemi statku kosmicznego, który dotarłby do powierzchni Księżyca, lądował, a następnie powrócił w całości na Ziemię. Wymagałoby to zastosowania rakiety nośnej o sile przekraczającej jakiekolwiek wtedy dostępne.
- Spotkanie na orbicie okołoziemskiej: drugim rozważanym rodzajem misji mogło być spotkanie na orbicie – określane jako Earth Orbit Rendezvous (EOR). Wymagane było wystrzelenie dwóch rakiet Saturn V – jednej ze statkiem kosmicznym, a drugiej z paliwem. Na orbicie nastąpiłoby przekazanie paliwa do statku kosmicznego w ilości zapewniającej lot, lądowanie i powrót z Księżyca. Także w tym przypadku cały statek kosmiczny musiałby lądować na powierzchni Księżyca.
- Spotkanie na orbicie okołoksiężycowej: plan, który został przyjęty, przypisuje się Johnowi Houboltowi. Zakładał spotkanie na orbicie księżycowej – Lunar Orbit Rendezvous (LOR). Statek kosmiczny składał się z modułów serwisowego i dowodzenia – Apollo Command/Service Module (CSM) oraz modułu lądownika – Apollo Lunar Module LM, lub LEM od pierwotnej nazwy Lunar Excursion Module. CSM zawierał system zdolny do podtrzymywania życia dla trzyosobowej załogi przez okres pięciu dni podróży na Księżyc oraz umożliwiał bezpieczne wejście w atmosferę ziemską w czasie powrotu. LM miał odłączyć się od modułu CSM na orbicie wokół Księżyca i wylądować na powierzchni Księżyca.

## Wybór miejsca
Miejsca lądowania musiały być w miarę płaskie i bezpieczne dla lądowania LM. Wszystkie były położone blisko równika, aby maksymalnie ograniczyć ilość paliwa potrzebnego do wejścia i wyjścia z orbity okołoksiężycowej. O miejscu lądowania decydowały również badania geologiczne. Naukowcy potrzebowali różnych rodzajów próbek gruntu: z młodych równin wulkanicznych i starszych łańcuchów górskich.

## Podróż na Księżyc

### Montaż rakiety
Kilkanaście miesięcy przed startem na Przylądek statkiem i samolotem były dostarczane elementy rakiety Saturn V i umieszczane w Vehicle Assembly Building. Części za pomocą dźwigów i suwnic były łączone w całość. W górnej części rakiety były umieszczone lądownik i statek Apollo. Saturn jest montowany obok wieży startowej, mającej ramiona pozwalające na dostęp do poszczególnych stopni, a astronautom na wejście na pokład. Dwa miesiące przed planowanym startem Saturn V i wieża startowa były przewożone na stanowisko startowe. Do tego celu służył ciągnik, który transportował całą konstrukcję z prędkością około 1,6 kilometra na godzinę. Na platformie startowej zbiorniki były napełniane paliwem i ciekłym tlenem. Ponownie zostały sprawdzone wszystkie systemy rakiety i statku Apollo. Przygotowania przeprowadza pięciusetosobowy zespół pracowników w pobliskim Centrum Kontroli Startu.

### Odliczanie
Oficjalne odliczanie rozpoczynało się 28 godzin przed planowanym startem, T-28:00:00. Odliczanie jest zatrzymywane o określonych porach, aby ostatecznie usunąć ewentualne problemy. Rzeczywisty czas od rozpoczęcia odliczania do startu jest zawsze dłuższy niż 28 godzin.
- T-27:30:00 – rozpoczęcie instalacji akumulatorów startowych rakiety.
- T-16:00:00 – rozpoczęcie testów bezpieczeństwa rakiety.
- T-11:30:00 – instalacja urządzeń awaryjnego samozniszczenia rakiety.
- T-09:00:00 – rozpoczęcie tankowania paliwa.
- T-05:02:00 – badania medyczne astronautów.
- T-04:30:00 – astronauci zakładają skafandry.
- T-03:00:00 – początek półgodzinnego wstrzymania odliczania (przerwa planowana).
- T-02:55:00 – załoga przybywa na platformę startową i windą wjeżdża na wieżę startową.
- T-02:40:00 – astronauci wchodzą na pokład Apolla. Zaczyna się oczekiwanie na start.
- T-01:55:00 – Centrum Kontroli Lotu sprawdza statek.
- T-00:40:00 – zostaje włączony startowy system ratunkowy (LES).
- T-00:40:00 – końcowa kontrola bezpieczeństwa pojazdu startowego.
- T-00:15:00 – statek zostaje przełączony na zasilanie wewnętrzne.
- T-00:06:00 – kontrola statusu końcowego statku.
- T-00:05:00 – odłączenie pomostu dostępowego statku.
- T-00:03:10 – zostaje włączony system automatycznego odliczania.
- T-00:00:50 – przełączenie rakiety na zasilanie wewnętrzne.
- T-00:00:07 – rozpoczęcie sekwencji uruchomiania silnika.
- T-00:00:02 – pracują wszystkie silniki.

### Start
- T-00:00:00 – Początek podróży na Księżyc. Start jest nadzorowany przez setki techników z Centrum Kosmicznego im. Kennedy’ego na przylądku Canaveral. Centrum kontroli składało się z trzech identycznych sal. W każdej z nich znajdowało się 450 komputerów. Ich praca kończy się w momencie opuszczenia przez rakietę Saturn V wieży startowej. Od tego momentu kontrolę nad misją przejmuje Centrum Lotów Kosmicznych w Houston. Każdy start był nagrywany przez kilkadziesiąt zdalnie kierowanych kamer. Kamery znajdowały się również na wieży startowej.

### Kontrola lotu
Lot astronautów nie odbyłby się bez pracy setek ludzi na Ziemi, głównie z Centrum Kontroli Lotów w Houston. Przed misją kontrolerzy lotu musieli przećwiczyć każdą możliwą do przewidzenia awarię i przygotować się na wypadek, gdyby coś poszło nie tak. Kontrolerzy mogli przerwać misję, jeśli uznali, że niebezpieczeństwo jest zbyt duże. Mimo że astronauci byli świetnie wyszkoleni, to przez cały czas byli zależni od kontrolerów, ich wskazówek oraz decyzji o przebiegu poszczególnych etapów lotu.

#### Centrum dowodzenia
W głównej sali kontroli lotu dziesiątki ludzi sprawowały pieczę nad wszystkimi misjami. Na zapleczu byli wspierani przez setki ekspertów. Każdy kontroler monitorował jedną część statku i raportował, czy wszystko jest „Go!”, czy dzieje się coś złego. W skład sali kontroli wchodziły:
- Sala projekcyjna – tu był umieszczony sprzęt wyświetlający obrazy na ekranach. Kontrolerzy nazywali ten pokój „jaskinią nietoperzy”.
- Ekrany – na których wyświetlano aktualny status misji i na żywo obrazy.
- Konsole kontrolne – każda konsola monitorowała część systemów statku kosmicznego.
- Galeria obserwacyjna – gdzie mogli obserwować lot rodziny astronautów i goście specjalni.

Sygnały z Apolla były odbierane przez anteny paraboliczne znajdujące się w stacjach śledzenia rozmieszczonych na całym świecie. Łączność ze statkiem była ciągła, jednak sygnały radiowe potrzebowały 1,3 sekundy na pokonanie odległości z Księżyca. Powodowało to prawie trzy-sekundowe przerwy pomiędzy pytaniem i odpowiedzią. Sygnały wysyłane z plecaków astronautów na Księżycu były przekazywane na Ziemię za pośrednictwem systemu radiowego lądownika LM.

### Opuszczenie Ziemi
Po starcie rakieta Saturn V ze statkiem Apollo wynosi astronautów na niską orbitę okołoziemską (LEO). Pierwszy i drugi stopień po wykonaniu zadania spadają na Ziemię (spalają się w atmosferze). Trzeci stopień wprowadza zestaw na kołową orbitę na wysokości około 184 kilometrów. Na tej orbicie Apollo pozostaje na jedno lub dwa okrążenia. Czas ten zostaje wykorzystany dla dokładnego wyznaczenia parametrów ruchu i w oparciu o nie, danych do powtórnego jego zapłonu, mającego na celu skierowanie statku ku Księżycowi. Powtórne działanie silnika trwa około 350 sekund i zwiększa prędkość do około 10,9 km/s. Taki dwustopniowy odlot od Ziemi, powszechnie dziś stosowany w astronautyce, pozwala na uzyskanie zaplanowanej prędkości i kierunku lotu z dużo większą precyzją niż byłoby to możliwe w przypadku odlotu jednoetapowego. Astronauci obracają statek Apollo i po połączeniu z modułem księżycowym odrzucają trzeci człon (S-IVB) rakiety nośnej, który zostaje wprowadzony na orbitę okołosłoneczną lub skierowany w stronę Księżyca – rozbija się o jego powierzchnię. Od tej chwili rozpoczyna się samodzielny lot zespołu Apollo LM w kierunku Księżyca. W czasie trwania tego lotu, zarówno obsługa naziemna jak i selenonauci kontrolują parametry ruchu. W razie konieczności astronauci wykonują korekty przy pomocy głównego silnika członu serwisowego lub przy pomocy 16 silniczków orientacyjno-korekcyjnych. Kierunek lotu jest regulowany w ten sposób, aby statek przeleciał obok Księżyca. W trakcie oddalania się od Ziemi prędkość statku maleje. Po wlocie statku w obszar oddziaływania Księżyca (z prędkością około 1 km/s) prędkość zaczyna wzrastać pod wpływem przeważającej obecnie siły ciążenia Księżyca.

### Dotarcie do Księżyca
Po trzech dniach lotu statek mija Księżyc z boku i zaczyna go okrążać. Gdy znajdzie się dokładnie po przeciwnej niż Ziemia stronie Księżyca, lecąc na wysokości około 11 km astronauci włączają silnik modułu serwisowego, zmniejszając prędkość z około 2,5 km/s do około 1,6 km/s. Po dwóch okrążeniach (trwa to około dwóch godzin) ponownie zostaje zmniejszona prędkość statku o 42 m/s. Apollo LM zaczyna okrążać Księżyc po orbicie kołowej na wysokości około 111 km. Następnie dwaj selenonauci przechodzą do kabiny statku wyprawowego i po dokładnej kontroli odczepiają się od statku Apollo. W wyniku uruchomienia silnika LM prędkość modułu spada o około 22 m/s. Przekształca to orbitę lądownika w elipsę z punktem peryselenium na wysokości zaledwie 15 kilometrów nad powierzchnią Księżyca. W tym miejscu prędkość lądownika wynosi około 1690 m/s. Prędkość zostaje zredukowana prawie do zera i to w ten sposób, by zahamowanie ruchu nastąpiło nad miejscem lądowania. Osiąga się to przez włączenie silnika hamującego na okres około dwunastu minut.

### Lądowanie na Księżycu i opuszczenie Księżyca
Lądownik LM z dwoma selenonautami oddziela się od statku Apollo i ląduje na Księżycu. Trzeci członek załogi pozostaje na orbicie. Po wykonaniu założonych badań przewidzianych programem lunonauci wchodzą do górnej części modułu księżycowego, posiadającego własny silnik rakietowy. Dolna część statku służy jako platforma startowa, która wraz z innymi niepotrzebnymi sprzętami pozostaje na powierzchni Księżyca. Na Księżycu pozostało też wiele pamiątek:
- symboliczną złotą gałązkę oliwną złożyli astronauci Apollo 11 w imieniu NASA
- załoga Apollo 15 pozostawiła figurkę astronauty i tablicę upamiętniającą ludzi, którzy stracili życie w trakcie realizacji misji kosmicznych
- Charlie Duke z Apollo 16 pozostawił zdjęcie swojej rodziny
- do każdego lądownika była przymocowana pamiątkowa tablica.

Moduł startowy łączy się ze statkiem Apollo. Po przejściu do modułu dowodzenia astronauci niepotrzebny już moduł odłączają i kierują w stronę Księżyca.

### Powrót na Ziemię
Po starcie z Księżyca człon wznoszenia porusza się po zakrzywionym torze na wysokość około 111 kilometrów i zwiększa jednocześnie swą prędkość do około 1630 m/s. Tor lotu kabiny zaprogramowany jest tak, aby kabina znalazła się możliwie blisko krążącego przez cały czas na orbicie Księżyca statku Apollo. Teraz astronauci realizują manewr dokowania i przechodzą do statku Apollo. Z kolei niepotrzebny i stanowiący obciążenie statek wyprawowy zostaje odłączony i porzucony. W trakcie lotu poza Księżycem zostaje uruchomiony silnik członu serwisowego, w wyniku czego zwiększa się prędkość statku z około 1630 m/s do około 2700 m/s, co umożliwia mu odlot w kierunku Ziemi. Pozwala to na dotarcie do niej po około 50–60 godzinach lotu. Podróż początkowo odbywa się najpierw z malejącą prędkością, ruch statku jest hamowany przez oddziaływanie Księżyca. Po opuszczeniu obszaru przewagi grawitacyjnej Księżyca (z prędkością 1000 m/s) prędkość zaczyna rosnąć pod wpływem przyciągania Ziemi, aby osiągnąć w jej pobliżu wartość około 11 km/s. W trakcie powrotu kierunek i prędkość lotu są korygowane w ten sposób, aby statek wtargnął do atmosfery na odpowiedniej wysokości i pod odpowiednim kątem. Przed wtargnięciem do atmosfery człon serwisowy zostaje odczepiony i odrzucony. Sama kabina obraca się w ten sposób, aby jej fragment osłonięty osłoną ablacyjną był skierowany w kierunku lotu.

### Wodowanie
Wodowanie jest wyjątkowo niebezpieczne. Kapsuła Apollo wchodzi w atmosferę Ziemi z prędkością 39 500 kilometrów na godzinę. Jeśli wejdzie pod nieodpowiednim kątem, to spłonie albo zostanie odbita w kosmos bez możliwości powrotu. Jeśli osłona termiczna zawiedzie, kapsuła się spali. Awaria spadochronów spowoduje uderzenie w wodę ze zbyt dużą siłą. Moduł dowodzenia po ośmiu minutach od wejścia w atmosferę zwalnia do prędkości, przy której można było otworzyć trzy spadochrony. Towarzyszy temu przeciążenie o wartości nie przekraczającej 7 g. Dalej opada ona z prędkością około kilkuset metrów na sekundę. Na wysokości około 7300 metrów otwierają się dwa spadochrony dryfkotwowe, potem trzy pilociki spadochronów głównych i na wysokości trzech kilometrów trzy spadochrony główne, na których kapsuła opada ostatecznie do oceanu z prędkością około 10 metrów na sekundę. W czasie wodowania zostały napełnione balony utrzymujące kapsułę w pozycji pionowej. Płetwonurkowie pomagali astronautom wejść do kosza, w których wciągano ich do śmigłowca i transportowano na okręt ratowniczy. Zazwyczaj kapsuła wodowała na Pacyfiku. Po trzech pierwszych wyprawach astronauci powracający z Księżyca byli poddawani dwutygodniowej kwarantannie. Misja Apollo 15 była pierwszą, w której astronauci nie byli poddani kwarantannie.

## Loty

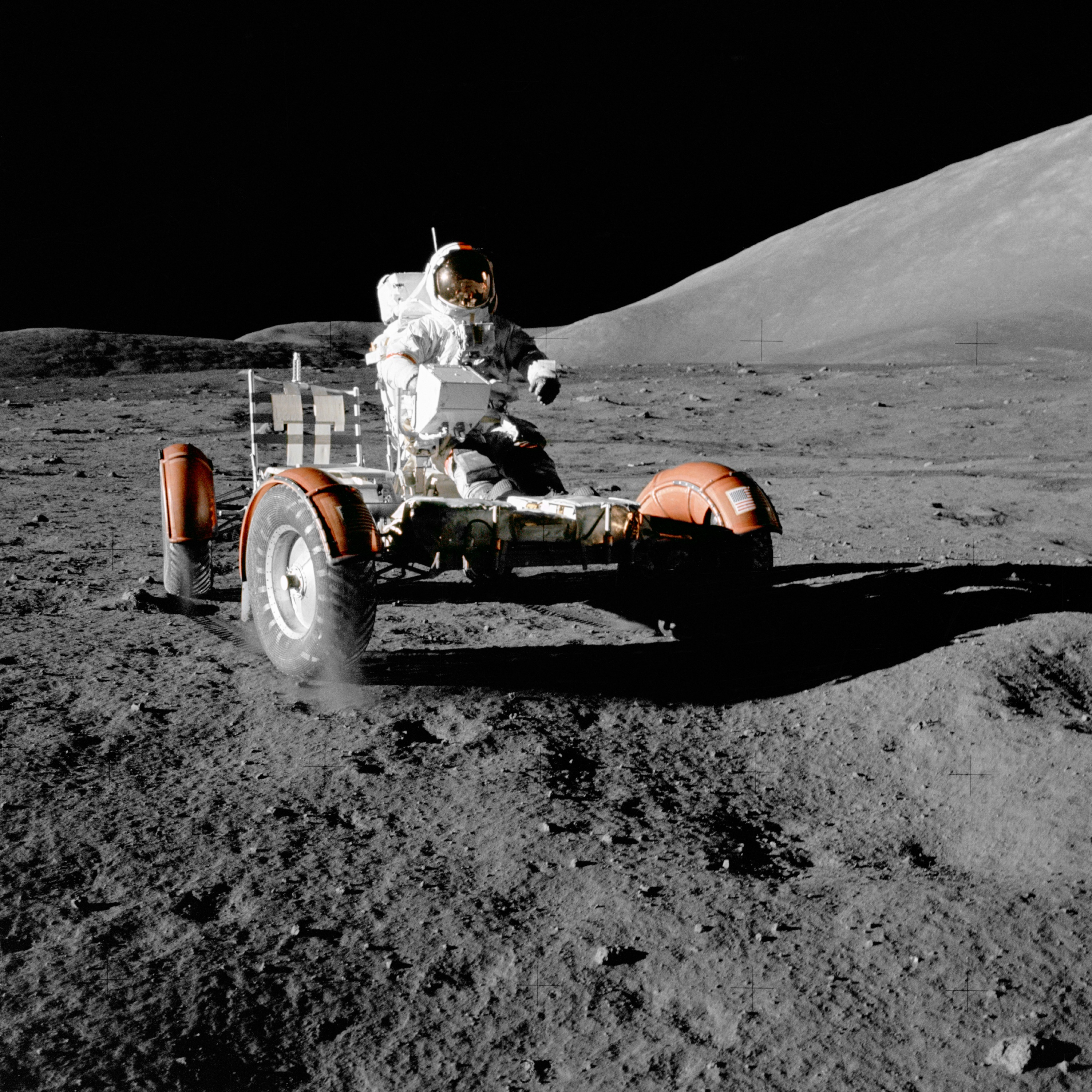
Eugene A. Cernan w pojeździe księżycowym (misja Apollo 17), rok 1972 – fot. Harrison Schmitt

Lot na Księżyc, podobnie jak powrót, trwał trzy dni. Astronauci tylko podczas startu i lądowania byli przypięci do foteli i ubrani w kompletne skafandry. Pracowali, jedli i spali w module dowodzenia. To niewielkie pomieszczenie, przy braku ciążenia sprawiało, że unosząc się mogli znaleźć dla siebie miejsce w ciasnej kabinie. Ich plan dnia był bardzo mocno wypełniony, spali więc tylko pięć godzin na dobę. Program Apollo składał się z jedenastu lotów załogowych, począwszy od Apollo 7, skończywszy na Apollo 17. Wszystkie starty odbywały się z położonego na przylądku Canaveral Centrum Kosmicznego im. Johna F. Kennedy’ego. Misje Apollo 2 do Apollo 6 były bezzałogowymi lotami testowymi. Apollo 1 był planowanym załogowym lotem, jednak trening przed startem zakończył się pożarem kabiny, w której zginęło trzech członków załogi. W pierwszym locie jako rakietę nośną zastosowano Saturn IB, następne wykorzystywały znacznie mocniejsze rakiety Saturn V. Loty: Apollo 7 i Apollo 9 były ziemskimi misjami orbitalnymi, Apollo 8 i Apollo 10 były księżycowymi misjami orbitalnymi, pozostałe sześć lotów (poza Apollo 13) zakończyło się lądowaniem na Księżycu.
| Lot       | Start                                  | Uwagi |
| --------- | -------------------------------------- | --- |
| AS-201    | 26 lutego 1966                         | Pierwszy start rakiety Saturn IB, test balistyczny kapsuły Apollo bezzałogowy |
| AS-203    | 5 lipca 1966                           | Pierwszy lot orbitalny rakiety Saturn IB, bez kapsuły Apollo bezzałogowy |
| AS-202    | 25 sierpnia 1966                       | Test balistyczny kapsuły Apollo bezzałogowy |
| Apollo 1  | (27 stycznia 1967) bez startu          | Katastrofa w czasie treningu, śmierć załogi Virgil Grissom, Edward Higgins White, Roger Chaffee |
| Apollo 4  | 9 listopada 1967                       | Pierwszy start rakiety Saturn V, lot próbny statku Apollo bezzałogowy |
| Apollo 5  | 22 stycznia 1968                       | lot próbny statku LM bezzałogowy |
| Apollo 6  | 4 kwietnia 1968                        | Drugi próbny start rakiety Saturn V bezzałogowy |
| Apollo 7  | 11 – 22 października 1968              | Pierwszy start załogowy rakiety Saturn IB. Pierwsza misja załogowa programu Apollo. Pierwsza amerykańska wyprawa z trzyosobową załogą. Testy na orbicie okołoziemskiej Walter M. Schirra, Donn Eisele, Walter Cunningham |
| Apollo 8  | 21 – 27 grudnia 1968                   | Pierwsza załogowa wyprawa przy użyciu rakiety Saturn V. Pierwsza wyprawa załogowa poza niską orbitę Ziemi. Pierwsi ludzie okrążający Księżyc. Frank Borman, James Lovell, William Anders |
| Apollo 9  | 3 – 13 marca 1969                      | Wyprawa na orbitę okołoziemską. Pierwszy próbny lot modułu księżycowego i pierwsze testy przenośnego systemu podtrzymywania życia w kosmosie. Sygnał wywoławczy CM – Gundrup (Gumiś); sygnał wywoławczy LM – Spider (Pająk) James McDivitt, David R. Scott, Russell L. Schweickart                                                         |
| Apollo 10 | 18 – 26 maja 1969                      | Próba generalna przed pierwszym lądowaniem załogowym na Księżycu. Moduł księżycowy zbliżył się na odległość 14 kilometrów od powierzchni Księżyca. CM – Charlie Brown; LM – Snoopy. Thomas Stafford, John Young, Eugene Cernan |
| Apollo 11 | 16 – 20 – 24 lipca 1969                | Pierwsza załogowa wyprawa kosmiczna lądująca poza Ziemią. Pierwsze próbki pobrane bezpośrednio z innego ciała niebieskiego niż Ziemia. Masa zebranych próbek – 21,7 kg. CM – Columbia; LM – Eagle. Przebyta trasa – około 250 metrów. Neil Armstrong, Buzz Aldrin, Michael Collins. Miejsce lądowania: Mare Tranquillitatis                |
| Apollo 12 | 14 – 19 –24 listopada 1969             | Lądowanie w pobliżu sondy Surveyor 3, która wylądowała w 1967. Wyprawa została niemal odwołana po dwukrotnym uderzeniu pioruna w Saturna V w pierwszej minucie lotu. Masa próbek 34,3 kg. CM – Yankee Clipper; LM – Intrepid. Przebyta trasa – 1,5 km. Charles Conrad, Richard Gordon, Alan L. Bean Miejsce lądowania: Oceanus Procellarum |
| Apollo 13 | 11 – nie lądował – 17 kwietnia 1970    | Wybuch w module serwisowym statku Apollo, powrót bez lądowania na Księżycu. CM – Odyssey; LM – Aquarius James A. Lovell, John Swigert, Fred Haise |
| Apollo 14 | 31 stycznia – 5 lutego – 9 lutego 1971 | Wylądował w miejscu przeznaczonym dla misji Apollo 13. Pierwsze eksperymenty przeprowadzone przez pilota modułu dowodzenia na orbicie Księżyca. Przebyta trasa – 3,3 km. Masa próbek – 44,8 kg. CM – Kitty Hawk; LM – Antares. Shepard gra w golfa na Księżycu Alan Shepard, Stuart Roosa, Edgar Mitchell Miejsce lądowania: Fra Mauro     |
| Apollo 15 | 26 – 30 lipca – 7 sierpnia 1971        | Pierwsza z wydłużonych misji serii J. Pierwsza misja z pojazdem LRV. Masa próbek – 76,8 kg. CM – Endeavor; LM – Falcon. Przebyta trasa – 27,9 km. David Scott, James Irwin, Alfred Worden Miejsce lądowania: Hadley Rille |
| Apollo 16 | 16 – 21 – 27 kwietnia 1972             | Pierwsze i jedyne lądowanie Apolla w górach Księżyca. Pierwsze wykorzystanie Księżyca jako obserwatorium astronomicznego. Użycie kamery ultrafioletowej, Lunar Rover. Przebyta trasa – 27 km. Masa próbek – 95,8 kg. CM – Casper; LM – Orion. John W. Young, Thomas Mattingly, Charles Duke Miejsce lądowania: Descartes                   |
| Apollo 17 | 7 – 11 – 19 grudnia 1972               | Ostatnia misja załogowa na Księżyc, Lunar Rover. Geolog Harrison Schmitt był pierwszym naukowcem biorącym udział w programie Apollo. Przebyta trasa – 30 km. Masa próbek – 110 kg. CM – America; LM – Challenger. Eugene Andrew Cernan, Ronald Evans, Harrison Schmitt Miejsce lądowania: Taurus-Littrow                                   |

## Skały księżycowe
W ramach programu przywieziono na Ziemię 2415 próbek ważących około 382 kilogramy. Najwięcej przywiozły dwie ostatnie wyprawy – Apollo 16 (ponad 95 kg) i Apollo 17 (około 115 kilogramów). Najmniejsze z przywiezionych próbek mają rozmiary ziarnka piasku, największe są wielkości piłki do koszykówki. Rekordzista Big Muley waży prawie dwanaście kilogramów. Większość jest przechowywana w suchym azocie w Centrum Lotów Kosmicznych imienia Lyndona B. Johnsona w Houston w Teksasie i udostępniana tylko do badań. Wiele skał księżycowych jest starszych od ziemskich; wiek najstarszych szacuje się na około 4,5 miliarda lat, prawdopodobnie prawie tyle co Układ Słoneczny. Są starsze, ponieważ powierzchnia Księżyca nienarażona na działanie atmosfery, wody i ruchy kontynentów pozostała nietknięta przez miliardy lat. Są zatem bezcennym zapisem stanu Układu Słonecznego z początków jego istnienia. Lunonauci pakowali skały w hermetyczne pojemniki, które na Ziemi były otwierane w sterylnych laboratoriach. W pojemniku znajdował się dokładny opis ze zdjęciami z miejsca pobrania próbki.

### Praca na Księżycu
Zbieranie próbek było ciężką pracą. Sztywne skafandry utrudniały schylanie się i posługiwanie narzędziami. Przy zbieraniu skał lunonauci używali wielu narzędzi.

#### Próbnik rdzeniowy
Wkręcany w grunt pobierał rdzeń, który zbierał materiał z głębokości do trzech metrów. Astronauci późniejszych misji wyposażani byli w wiertnice elektryczne.

#### Łopatka
Była używana do zbierania próbek sypkiego gruntu. Opisane, były umieszczane w oznakowanych torbach, aby naukowcy mogli rozpoznać, z jakich miejsc pochodzą.

#### Grabie
Były używane do przeczesywania powierzchni i zbierania mniejszych okruchów skał. Po napełnieniu i potrząśnięciu pozostawały na nich tylko odpowiednio duże kawałki.

#### Szczypce
Ponieważ w skafandrach astronautom trudno było się schylać, do podnoszenia materiału często używali szczypiec zamontowanych na końcu długiego uchwytu.

#### Młotek
Podobnie jak geolodzy na Ziemi, astronauci posługiwali się młotkiem do odłupywania fragmentów skał, które były za duże do transportu.

#### Wskaźnik
Dzięki temu przyrządowi umieszczonemu obok skały możliwe było udokumentowanie jej wielkości koloru i miejsca pochodzenia.

## Zakończenie programu
Już w początkowej fazie programu, wielu ludzi w NASA miało świadomość, że Kongres coraz krytyczniej odnosi się do rozwoju amerykańskiej astronautyki. Planowano wykonanie jeszcze trzech lotów: (Apollo 18, 19 i 20). W związku z ograniczeniem budżetu NASA i słabnącym zainteresowaniem amerykańskich podatników kolejnymi misjami, podjęto decyzję o zakończeniu prac nad następcą Saturna V, a następnie o przerwaniu całego programu Apollo. W rezultacie cztery lądowniki LM znalazły się w muzeach, a kolejny skończył na złomowisku (został ogołocony ze wszystkiego co nadawało się do sprzedaży). Kolejny rozpłynął się w powietrzu. Kilka przygotowanych do lotu rakiet Saturn V zostało dekoracjami trawników (eksponaty przed ośrodkami NASA na przylądku Canaveral, w Huntsville i w Houston). Zanim jeszcze Apollo 11 wystartował, w Waszyngtonie zaczęto przygotowywać się do zakończenia programu podróży na Księżyc. Fundusze zostały przeznaczone na program lotów wahadłowców. Ostatnie wyprodukowane kapsuły Apollo wykorzystano w programie Skylab i we wspólnej, amerykańsko-radzieckiej misji Sojuz-Apollo.

## Wpływ na technologię
Podczas przygotowywania misji Apollo stworzono wiele wynalazków związanych z lotami kosmicznymi. Niektóre z nich mają także zastosowanie poza astronautyką. Są nimi na przykład: wytrzymalsze kombinezony strażackie, poduszki powietrzne w podeszwach obuwia sportowego czy wiertarki bezprzewodowe.
Sprężyste wkładki do butów. Neil Armstrong miał takie na Księżycu. Miękko absorbowały energię, z jaką dotykał gruntu, a potem sprężyście ją oddawały, pomagając w wybiciu się stopy. Trafiły do butów sportowych.
Posiłki liofilizowane. Wymyślone dla astronautów. Potrawę szybko się zamraża, a potem powoli suszy. Dzięki temu zachowują 98 procent odżywczych składników, a tylko jedną piątą masy. Wystarczy dodać wody i podgrzać.
Bezprzewodowe narzędzia. Wiertarka, za pomocą której astronauci kruszyli i zbierali skały księżycowe, „zrodziła” bezprzewodowe urządzenia.
Urządzenia do telemedycyny, np. kardiofon do badania akcji serca i przesyłania danych do znajdującego się daleko lekarza.
Lekkie nożyce ratunkowe. Do przecinania wraków i uwalniania ofiar wypadków. Wykorzystują małe ładunki pirotechniczne, które służą do rozdzielania stopni rakiet.
Wykrywacz pęknięć. USG do wykrywania źle zespolonych szyn. W NASA kontrolowano tą metodą rakiety.
Testy zderzeniowe. Program kontrolujący cumowanie statków wykorzystano do poprawy bezpieczeństwa samochodów.
Okulary odporne na zarysowania. Cieniutkie diamentowe warstewki najpierw pokrywały szkła w hełmach astronautów, a potem w okularach.
Amorficzne metale. Podobne w budowie do szkła. Zachowują wytrzymałość tytanu i elastyczność plastiku. Robi się z nich rakiety tenisowe, ramy rowerów, elementy nart, kijów golfowych, głowice magnetofonowe. Natomiast nie ma wśród nich teflonu. W programie Apollo miało też miejsce pierwsze w historii użycie na skalę przemysłową ogniw paliwowych (do zasilania kapsuł energią elektryczną i produkcji wody).

## Polacy w programie Apollo[17]
- Werner Ryszard Kirchner opracował specjalne paliwo dla lądownika Eagle.
- Mieczysław Bekker skonstruował pojazd księżycowy Lunar Roving Vehicle; (misje Apollo 15, 16 i 17).
- Stanley Stanwyck-Stankiewicz prowadził badania nad prawidłowym składem atmosfery w modułach załogowych misji.
- Eugeniusz Lachocki był odpowiedzialny za opracowanie wydajnych zasilaczy do urządzeń radiokomunikacyjnych i telewizyjnych.
- Wojciech Rostafiński wynalazł wysokowydajną pompę paliwową dla Saturna V.